# Istoria militară a Regatului Unit în timpul celui de-al Doilea Război Mondial
Regatul Unit, alături de coloniile coroanei Imperiului Britanic, în special India Britanică, au declarat război Germaniei Naziste în 1939 după invadarea Poloniei. Ostilitățile britanicilor cu Imperiul Japonez au izbucnit în 1941 după ce niponii au atacat coloniile britanicilor din Asia. Puterile Axei au fost înfrânte de Aliați în 1945.

## Perioada interbelică
Deși Regatul Unit și-a sporit cheltuielile militare în perioada dintre  cele două războaie mondiale, în special ca răspuns la amenințarea Germaniei din a doua jumătare a deceniului al patrulea, forțele sale armate erau net inferioare celor germane, în special forțele terestre. Doar Royal Navy era mai puternică decât Kriegsmarine. Forțele militare terestre britanice erau formate din 9 divizii gata pregătite pentru război, în vreme ce germanii aveau 78 de divizii, iar Franța 86.

## Primele lupte
Anticipând declanșarea războiului, comandanții Marinei Poloneze au evacuat în Regatul Unit cele mai valoroase vase de război, la sfârșitul lunii august și începutul lunii septembrie 1939. Este vorba de distrugătoarele moderne  „Burza” (Furtuna), „Błyskawica” (Fulgerul) și „Grom” (Tunetul). Aceste vase militare au luptat în cadrul Marinei Regale Britanice până la sfârșitul războiului.  

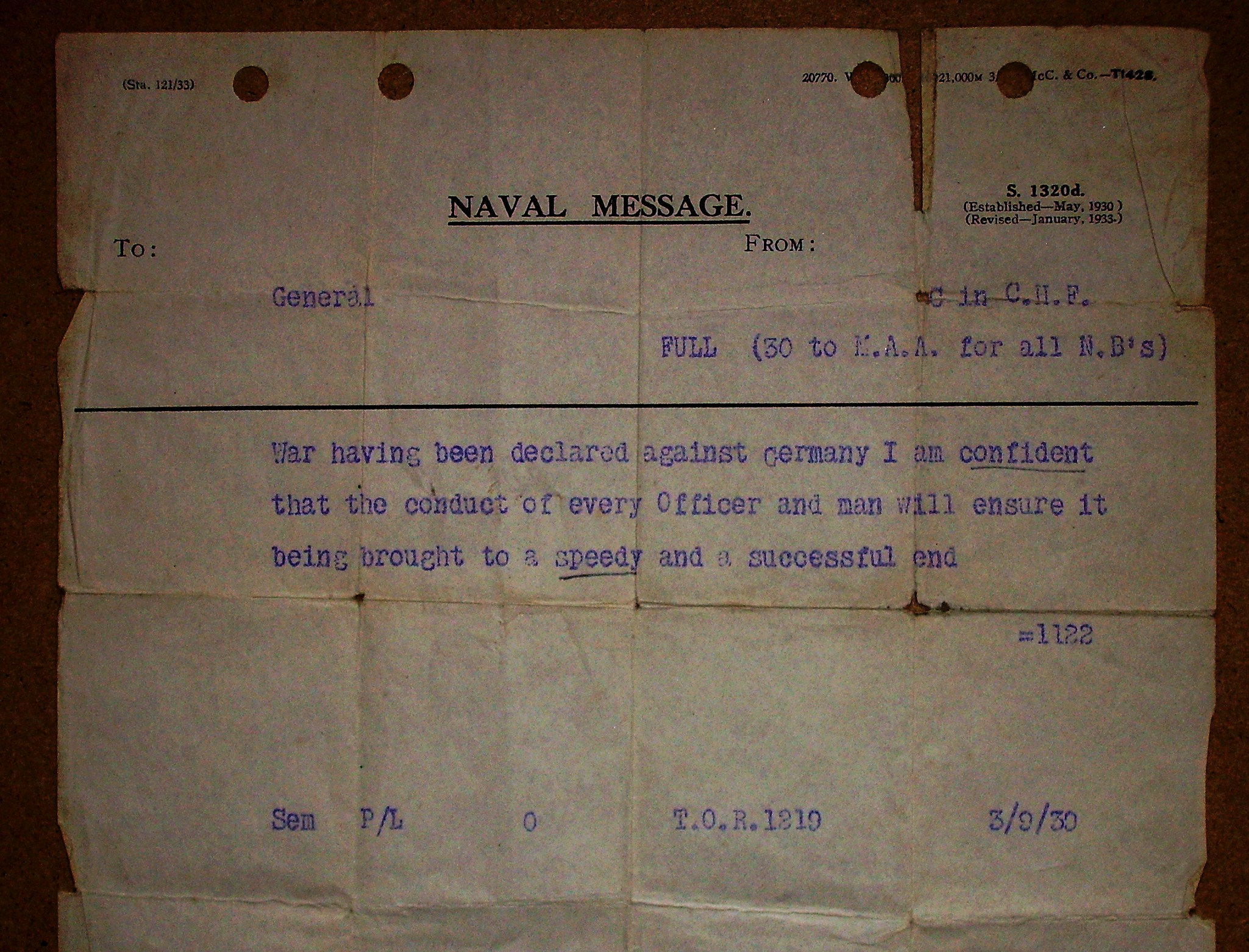
Mesajul transmis vaselor britanice de război prin care erau informate cu privire la declanșarea luptelor

Pe 3 septembrie 1939, la expirarea ultimatumului adresat Germaniei, Regatul Unit și Franța au declarat război celui de-al treilea Reich, care refuzase să se retragă dinPolonia. După înfrângerea Poloniei, Royal Navy a fost întărită prin sosirea a două submarine poloneze – „Orzeł” (Vulturul) și „Wilk” (Lupul). 
Britanicii au început trimiterea pe continent a unei forțe expediționare terestre în sprijinul Franței. La început, în Franța au fost trimise numai trupe regulate. În 1940, britanicii au trimis în Franța soldații Aramtei Teritoriale. Până în cele din urmă, Forța Expediționară Britanică a ajuns să fie formată din Corpurile de armată 1, 2 și 3 cu aproximativ 200.000 de soldați. RAF a trimis de asemenea forțe importante în Franța la începutul ostilităților. Britanicii au trimis în Franța escadrile de avioane de recunoaștere, vânătoare și de bombardament. Unele dintre aceste aparate au fost dislocate în Franța pentru că aveau raza de acțiune limitată și nu ar fi putut ajunge deasupra Germaniei decolând de pe aerodromurile britanice. 
În timpul „Războiului ciudat”, RAF a declanșat raiduri de bombardament de mică amploare și un număr mare de raiduri de lansare a manifestelor de propagandă, (cu numele de cod „Nickels”). Royal Navy a impus o blocadă împotriva Germaniei. 

## Europa de vest și de nord, 1940 – 1941

### Campania din Norvegia
Norvegia era o țară de maximă importanță atât pentru Germania cât și pentru Regatul Unit datorită marilor zăcăminte de fier din nordul Suediei. Hitler se temea că britanicii ar putea acționa în Norvegia pentru stoparea exportului de minereu de fier prin portul Narvik. Din acest motiv, Hitler a dat ordin ca armata sa să ocupe Norvegia pe 9 aprilie 1940.
Armata germană au declanșat o operațiune încununată de succes, ocupând punctele strategice ale Norvegiei. Pentru marina germană, debarcarea s-a dovedit costisitoare, deoarece a pierdut trei crucișătoare. 
La rândul lor, britanicii au trimis rapid forțele terestre terestre în Norvegia. Britanicii au debarcat în centul țării, la Åndalsnes și Namsos, și în nord, la Narvik. Alte tentative de debarcare britanice în sudul Norvegiei au fost respinse de aviația germană.

## Începutul războiului
În centrul Norvegiei, portavioanele Royal Navy  și avioanele de vânătoare ale RAF nu au reușit să securizeze bazele pe care le cuceriseră. Britanicii au trebuit să se evacueze. În nord, germani au fost alungați din Narvik, după ce deținuseră o vreme controlul asupra portului. Totuși, în condițiile în care înaintarea germană era neîntreruptă, iar Luftwaffe prelua treptat controlul spațiului aerian norvegian, britanicii s-au văzut în imposibilitatea de a mai apăra Narvikul, pe care l-au evacuat. 
Într-o încercare de a contrabalansa invazia germană din Norvegia și Danemarca, britanicii au ocupat Insulele Feroe pe 12 aprilie 1940. 

### Ocuparea Islandei
Pe 10 mai 1940, forțele britanice au ocupat Islanda, pe insulă urmând să fie instalate baze aeriene și navale Aliate. 

### Bătălia Franței
Pe 10 mai 1940, războiul ciudat dintre Germania și alianța franco-britanică s-a încheiat în momentul în care naziștii au atacat violent prin Benelux. Trupele franceze au intrat în Franța prin Ardeni pe 13 mai. Cele mai multe forțe Aliate erau concentrate în Flandra, deoarece comandanții franco-britanici  considerau că germanii urmau să reediteze Planul Schlieffen din primul război mondial. Franța a cedat în șase săptămâni, în fața superiorității materiale, tehnologice, logistice, și stategice germane. Imperiul Britanic și coloniile sale au rămas să lupte singure împotriva inamicului. 
În timpul Bătăliei Franței, premierul britanic Neville Chamberlain a demisionat, fiind înlocuit de Winston Churchill, care se opusese neîncetat de-a lungul timpului oricăror negocieri cu Hitler.

### Capitularea Franței
După capitularea Franței, poziția Regatului Unit s-a schimbat în mod dramatic. O eventuală forță navală combinată germano-italiano-franceză ar fi putut izola insulele brianice, care ar fi fost nevoite să cedeze datorită înfometării. Liderii politici și militari britanici nu au reușit să aprecieze corect care va fi situația viitoare a navelor militare franceze și s-au hotărât să împiedice folosirea flotei franceze de către germani. Vasele militare franceze care se refugiaseră în porturile britanice au fost pur și simplu rechiziționate, mulți membri ai echipajelor lor oferindu-se să participe ca voluntari în armata britanică la războiul împotriva germanilor. 
În ceea ce privește vasele de război rămase sub contolul Regimului de la Vichy, britanicii au organizat așa-numita Operațiunea Catapult, în cadrul căreia Royal Navy a distrus flota franceză din Algeria, într-o încercare de a-i împiedica pe germani să o folosească. Atacul care a avut loc pe 3 iulie 1940 a șocat pe toată lumea. Franța dăduse asigurări că flota nu va fi lăstă să cadă în mânile germanilor, dar britanicii au considerat că François Darlan nu putea sau chiar nu dorea să respecte această promisiune.. Atacul de la Mers-el-Kébir a demonstrat hotărârea britanicilor de a continua războiul cu Germania de unii singuri.

### Dunkirk
Din fericire pentru Regatul Unit, cei mai mulți soldați ai Corpului Expediționar Britanic au reușit să se evacueze din nordul Fanței prin portul Dunkerque. În total,  aproximativ 330.000 de soldați au fost evacuați de pe plajele de la Dunkerque,  dintre aceștia cam 230.000 fiind britanici. În schimb, cea mai mare parte a echipamentului greu militar britanic a fost abandonat în Franța – mulți soldați nu au fost capabili să-și aducă în țară nici măcar armamentul personal.

### Bătălia Angliei
În pregătirea debarcării în Anglia, (Operațiunea Leul de Mare), Luftwaffe a declanșat operațiuni pentru distrugerea Royal Air Force (RAF) și pentru obținerea superiorității aeriene deasupra Angliei. Această luptă pentru superioritate aeriană este numită de cele mai multe ori Bătălia Angliei. La început, Luftwaffe a încercat să distrugă instalațiile RAF de la sol și să atragă avioanele engleze de vânătoare în lupte aeriene. În toamna anului 1940, Hitler a devenit tot mai nervos, în condițiile în care aviația germană nu reușea să distrugă aviația britanică, și a ordonat distrugerea orașelor brianice. În această fază a luptelor, cunoscută ca „Blitzul”, germanii au urmărit demoralizarea populației britanice și distrugerea industriei regatului. În mai 1941, la numai câteva săptămâni după ce președintele american Franklin D. Roosevelt a semnat legea Lend-Lease, a devenit clar că planurile germane de obținere a superiorității aeriene pe cerul Angliei au eșuat. Forțele germane din Franța au fost redistribuite, în special pe frontul de răsărit, unde urma să se declanșeze atacul împotriva Uniunii Sovietice. 
Eșecul aviației germane în lupta pentru obținerea superiorității aeriene în timpul Bătăliei Angliei a fost unul dintre punctele de cotitură ale războiului. Victoria britanică, prima victorie importantă împotriva celui de-al treilea Reich, a asigurat spuraviețuirea Regatului Unit și a marcat primul eșec al efortului de război german în timpul celui de-al doilea război mondial. 

## Războiul maritim

### Primele lupte
La începutul războiului, britanicii și francezii considerau că se vor bucura de superioritate pe mare, de vreme ce forțele lor navale păreau superioare celor germane și italiene. Britanicii și francezii au declanșat imediat o blocadă navală a Germaniei, care a avut însă un efect limitat asupra industriei germane. În schimb, marina germană a început să atace transporturile navale britanice, atât cu vase de suprafață cât și cu submarine, scufundând vasul S.S. Athenia la numai câteva ore de la declararea stării de război. 
Crucisătorul de buzunar Admiral Graf Spee a fost scufundat în timpul bătăliei de la Rio de la Plata de către vasele militare britanice și neo-zeelandeze. 

### Bătălia Atlanticului

#### Primele „vremuri fericite”
După capitularea Franței, porturi precum Brest au fost transformate în baze pentru submarinele germane, de unde erau organizate atacurile împotriva transporturilor navale britanice. A rezultat o   creștere uriașă a tonajului vaselor britanice scufundate. Perioada dintre capitularea Franței și stabilizarea de către marina britanică a situației a fost denumită de comandanții germani de submarine primele „vremuri fericite”. 
Până în 1941, SUA a început să fie tot mai implicată în război. Forțele britanice au ocupat Islanda, la scurtă vreme după ce germanii au ocupat Danemarca, iar americanii au fost convinși să asigure forțele de ocupație pe insulă. Navele americane de război au început să asigure escortarea convoaiele britanice până în Islanda, fiind nevoite să facă față atacurilor submarinelor germane. 
Ajutorul SUA s-a diversificat în momentul în care cincizeci de distrugătoare americane vechi au fost predate Royal Navy în schimbul închirierii pe o perioadă de 99 de ani a mai multor baze militare britanice din emisfera vestică.

#### A doua perioadă a „vremurilor fericite”
Atacul de la Pearl Harbor și declarația de război germană împotriva SUA a avut un efect imediat, submarinele germane reușind o campanie de succes împotriva traficului naval de pe coasta estică a Americii. O parte dintre navele scufundate în apele americane erau vapoare care erau destinate convoaielor care aprovizionau Anglia. Această perioadă a „vremurilor fericite” s-a încheiat după ce Aliații au organizat transporturile navale în convoaie și au luat măsuri antisubmarin adecvate. 

#### Succesele împotriva submarinelor Axei
Instituirea sistemului convoaielor navale pe coastele americane și în Marea Caraibelor pe la mijlocul anului 1942 a dus la scăderea remarcabilă a pierderilor Aliate în aceste zone. Atenția tuturor s-a îndreptat din nou aspra convoaielor din Atlantic. Situația transporturilor transatlantice era îngrijorătoare, dar nu critică de-a lungul întregului an 1942. 
Iarna 1942-1943 a asigurat o liniște relativă convoaielor aliate dar, în primăvară, germanii au organizat atacurile submarinelor în „haite”, reușind să obțină victorii importante, fără a avea piederi mari. Totuși, în mai 1943, s-a petrecut o schimbare importantă a situației. După atacarea a două convoaie aliate, acestea au suferit pierderi importante, dar „haitele” de sumbmarine germane au fost și ele grav afectate de vasele de escortă ale convoaielor. După aceste lupte, pierderile aliate au scăzut în mod serios, iar cele ale submarinelor germane au crescut exponențial, ceea ce l-a forțat pe  Karl Dönitz să-și retragă forțele din Atlantic. După acest moment, submarinele germane nu au mai reprezentat o amenințare la fel de puternică la adresa Aliaților ca în perioada „vremurilor fericite”
Succesele Aliaților în lupta antisubmarin au fost determinate de noile tehnologii folosite în luptă. Zona amplă din mijlocul Atlanticului care nu se afla sub acoperirea aviației a fost eliminată odată cu intrarea în serviciu a avionului B-24 Liberator. Radarul centimetric, odată intrat în dotarea armatei, a ajutat la detectarea rapidă a submarinelor germane și a anulat avantajul echipamentelor antiradar ale acestora. Folosirea proiectoarelor Leigh a permis avioanelor aliate să atace cu mare precizie submarinele germane ieșite la suprafață pe timpul nopții pentru încărcarea bateriilor de acumulatoare. Odată ce problema apărării eficiente a convoaielor a fost rezolvată, vasele de escortă au putut trece la vânarea submarinelor germane atacatoare.

#### Convoaiele arctice
Convoaile arctice erau formate în SUA și Regatul Unit și aveau ca destinație porturile din Oceanul Arctic ale Uniunii Sovietice - Arhanghelsk și Murmansk. Marina Regală a pierdut 85 de nave comerciale și 16  vase de război. Germanii au pierdut mai multe vase de suprafața, dintre care un crucișător de linie, cel puțin 30 de submarine și un mare număr de submarine. Volumul proviziilor avea nu numai o mare importanță materială, ci și una simbolică, de vreme ce Stalin a insistat ca aprovizionarea pe mare să continue multă vreme după ce Armata Roșie schimbase soarta războiului de pe frontul de răsărit. 

### Marea Mediterană
Marea Mediterană a fost un important teatru de lupte în timpul celui de-al doilea război mondial. În lupta care a durat trei ani, Royal Navy și Regia Marina (Marina Regală Italiană) au încercat să obțină controlul asupra acestei mări. Kriegsmarine a participat la rândul ei la aceste lupte, la început prin intermediul submarinelor trimise în zonă, iar după capitularea Italiei, cu ajutorul celor câteva vase militare ale Axei asupra cărora mai avea controlul în Mediterană. 
În faza de început a luptelor, flotele franceze și britanice dominau situația în regiune, în condițiile în care Italia era încă neutră. Situația s-a schimbat dramatic după intrarea în război a Italiei și capitularea Franței. În plus, flota britanică din Mediterana cu baza la Alexandria, care avea ca sarcină controlul zonei de est mării, trebuia acum să preia și controlul zonei de vest. Pentru a îndeplini această nouă sarcină a fost formată „Forța H” cu baza la Gibraltar. Britanicii erau preocupați de flota franceză a Mediteranei, care ar fi putut trece în orice moment sub controlul Axei. De aceea, britanicii au hotărât să o neutralizeze. 
În Alexandria, relațiile dintre comandanții francez (amiralul René-Emile Godfroy) și britanic (amiralul Andrew Cunningham) erau bune. Escadra franceză din Alexandria a fost pur și simplu luată în stăpânire de britanici. În partea de vest a bazinului mediteranean, lucrurile au fost însă mult mai complicate.  Cea mai mare parte a flotei franceze se afla în portul Mers-el-Kebir din Algeria. Vasele britanice ale Forței H s-au îndreptat spre Algeria în încercarea de a prelua controlul foltei franceze în anumite condiții. Termenii propuși de britanici au fost cu toții respinși de francezi, iar Forța H a atacat vasele franceze, pe care le-a distrus în cea mai mare parte. Regimul de la Vichy a rupt orice legătură cu britanicii ca urmare a acestei acțiuni. 

#### Bătălia de la Taranto
Flota italiană domina centrul bazinului mediteranean și britanicii au conceput un plan pentru neutralizarea acestei amenințări. Pe 11 noiembrie 1940, Royal Navy a avariat sau distrus trei cuirasate italiene, după un atac al avioanelor decolate de pe un portavion. (Se crede că acest atac i-a inspirat pe japonezi în planificarea atacului de la Pearl Harbor de pe 7 decembrie 1941.) Ca urmare, flota italiană a fost retrasă de la Taranto, de-a lungul războiului nemaifiind niciodată amplasată într-un port atât de avansat. 

#### Bătălia de la capul Matapan
Prima acțiune majoră de luptă a flotei din Mediterana a fost Bătălia de la capul Matapan. Această bătălie, purtată între 27-29 martie 1941 în apele teritoriale ale Greciei, a fost încununată cu o victorie a vaselor britanice și australiene de sub comanda amiralului Andrew Cunningham împotriva vaselor italiene comandate de amiralul Angelo Iachino. Aliații au reușit să scufunde crucișătoarele grele Fiume, Zara și Pola, distrugătoarele Vittorio Alfieri și Giosue Carducci, și au  the reușit să avarieze cuirasatul Vittorio Veneto. Britanicii au pierdut un vas torpilor, iar alte vase au fost ușor avariate. 

#### Creta
După ocuparea Greciei de către Puterile Axei, doar  insula Creta din Marea Egee a rămas în mâninile aliaților. Germanii au invadat Creta printr-o acțiune aeropurtată și i-au forțat pe britanici să evacueze insula. Evacuarea forțelor brianice din Creta a fost versiunea mediteraneană a evacuării de la Dunkerque, dar cu pierderi mai mari pentru Royal Navy. Marina Regală Britanică a pierdut în timpul evacuării mai multe crucișătoare și distrugătoare. În timpul evacuării, amiralul Cunningham a hotărât  ca „marina nu trebuie să abandoneze forțele terestre”, iar când mai mulți generali de infanterie și-au exprimat temerile că vor fi pierdute prea multe vase militare, amiralul a afirmat „Durează trei ani să construiești un vapor, durează trei secole să construiești o tradiție”.

#### Malta
Malta, aflată în mijlocul Mediteranei, a fost tot timpul un spin în coasta Axei. Malta se afla într-o poziție strategică perfectă pentru interceptarea transporturilor de provizii pentru forțele Axei din Africa de nord. Pentru o perioadă de timp se părea că Malta va fi înfrântă prin înfometare, datorită foarte deselor raiduri ale avioanelor Luftwaffe decolate de pe aeroporturile din Italia. Punctul de cotitură din timpul asediul Maltei a survenit în august 1942, când britanicii au timis spre insulă un convoi puternic apărat – Operațiunea Piedestalul. După ce pe insulă au sosit avioanele de vânătoare transportate cu portavionul HMS Furious, iar în Malta au ajuns alte materiale vitale aduse de convoi, asediul a fost ridicat. Britanicii au restabilit o puternică garnizoană aeriană în Malta. Cu ajutorul programului ULTRA, garnizoana din Malta a fost capabilă să distrugă convoaiele de aprovizionare ale Axei care se îndreptau spre Africa de nord înainte de declanșarea celei de-a doua bătălii de la El Alamein. Pentru bravura și curajul maltezilor din timpul asediului, Malta a fost decorată cu Crucea George. 

#### Invaziile din Africa, Sicilia și sudul Italiei
La începutul anului 1942 a fost declanșată Operațiunea Torța, invazia Aliaților în Africa de Nord , prima mare operațiune combinată aliată din timpul celui de-al doilea război mondial. A fost un nou model al operațiunilor navale din Mediterana, principala sarcină a marinei fiind acoperirea flotei de debarcare. În condițiile în care flota italiană dispunea încă de numeroase vase de război, ele nu au părăsit porturile în timpul invaziei. 
Operațiunea Torța (Torch) a fost urmată invadarea Siciliei (Operațiunea Husky) și de debarcarea din Italia de sud. După debarcarea încununată cu succes în sudul peninsulei, Italia a capitulat pe 8 septembrie 1943, forțele navale britanice au escortat flota italiană în Malta, în conformitate cu condițiile armistițiului. În timpul acestor trei invazii, principala amenințare la adresa vaselor Aliate nu a fost flota italiană, ci armele germane ghidate de la distanță, care au scufundat sau avariat mai multe vapoare aliate. 
După capitularea flotei italiene, operațiunile navale din Mediterana au devenit relativ monotone, constantând în general în sprijinirea prin intermediul bombardamentelor navale a trupelor debarcate în Italia, misiuni antisubmarin, debarcarea de spioni în spatele liniilor inamice și escortarea convoailor. 

#### Cucerirea controlului în Marea Egee
Una dintre misiunile excepționale, care a spart monotonia operațiunilor din Marea Mediterană, a apărut la sfârșitul anului 1944. Datorită numărului mare de garnizoane cantonate pe diferite insule din Marea Egee, germanii dețineau controlul acestei mări, în ciuda faptului că Aliații controlau celelalte regiuni ale Mediteranei. La sfârșitul anului 1944, în regiune a fost adusă o escadră de portavioane. Cu ajutorul avioanelor de pe portavioane, Aliații au recucerit controlul asupra ultimei regiune a Mediteranei aflată sub stăpânirea germanilor.

### Debarcarea din Normandia
Debarcarea din Normandia a fost cea mai mare operațiune amfibie organizată până la acea dată. Peste 1.000 de vase militare și alte aproximativ 5.000 de vase de sprijin au fost implicate în operațiune. Marele număr de vase implicate în operațiune a făcut ca toate porturile Regatului Unit au fost folosite la capacitatea maximă în perioada imediat  de dinaintea debarcării. 
Cele cinci divizii de asalt au traversat marea în cinci mari grupuri. La rândul lor, cele cinci grupuri erau organizate în două forțe de șoc: cea estică anglo-canadiană și cea vestică americană. Comandamentul apărării de coastă a avut sarcina asigurării securității flancului vestic al rutei forței de invazie și apărării acesteia de eventualele atacuri ale submarinelor germane staționate în porturile franceze. Vasele militare de suprafață asigurau protecția convoaielor de asalt. Debarcarea din Normandia a presupus o uriașă operațiune de deminare, cu sute de vase de dragare de mine acționând rutele de debarcare. Capacitatea de foc a flotei era uriașă, opt cuirasate luând parte la asalt. În timpul invaziei, au avut loc dueluri puternice dintre artileria navală aliată și bateriile de coastă ale Zidului Atlanticului.  
Pe total, debarcarea s-a desfășurat conform planurilor, dar, pe sectorul american de pe Plaja Omaha, acțiunea a fost aproape un dezastru. Marina militară a asigurat un sprijin fundamental desantului de pe plajă, distrugătoarele apropiindu-se foarte până la limita sigură de adâncime de plajă, pentru a deschide focul asupra fortificațiilor germane. Pierderile britanicilor datorate defensivei inamicului în timpul asaltului inițial și, mai apoi, în timpul stabilirii capului de pot, au fost relativ reduse, prin comparație cu pierderile americanilor. Marina germană nu a reușit să scufunde nici un vas militar sau de transoport britanic. 
Două porturi folosite de forțele germane au fost bombardate intens de forțele aeriene aliate. Cea mai mare bază navală germană din Franța,  Bordeaux, unde erau ancorate trei distrugătoare, a fost distrusă și vasele scufundate în timpul unei acțiuni a de distrugătoarele britanice. 
Problemele principale puteau fi puse de submarine și de minele navale, dar marina aliată a efectuat o acțiune de dragare a minelor foarte eficientă, iar submarinele au fost vânate tot timpul debarcării, pentru a asigura succesul debarcării.

## Acțiunile din Orient

#### Dezastrul din Oceanul Indian
Deși Oceanul Indian a fost doar un teatru de lupte secundar în timpul celui de-al doilea război mondial, în această regiune au avut loc mai multe operațiuni vitale. Convoaiele britanice care traversau vestul Oceanului Indian erau vitale pentru aprovizionarea forțelor Aliate din Africa de nord. Aceste convoaie au fost supuse unei amenințări slabe, dar constante, din partea submarinelor și vaselor de suprafață germane și japoneze. În special petrolierele care plecau de la terminalele din Iran erau ținte preferate ale atacurilor vaselor Axei. 
Cele mai importante operațiuni militarea au avut loc în Oceanul Indian la începutul anului 1942 și în perioada 1944-1945. 
Forțele britanice din Singapore au fost întărite cu cuirasatul „Prince of Wales” și cu crucișătorul de linie „Repulse” în decembrie 1941. Pe 10 decembrie 1940, însă, aceste două vase au fost scufundate de aviația japoneză. „Prince of Wales” a fost singurul cuirasat aliat modern scufundat în timpul războiului și, de asemenea, a fost singurul cuirasat care, aflat pe mare și capabil de manevre, a fost distrus de un atac aerian. 
Forțele japoneze au cucerit  Malaezia, Singapore și  Indiile de Est Olandeze, ceea ce i-a forțat pe britanici să-și retragă vasele de război la Trincomalee, Ceylon (azi Sri Lanka). În februarie 1942, toate vasele militare din Oceanul Indian au fost transferate noii flote –Flota britanică estică. Această flotă părea impresionantă pe hârtie – cinci cuirasate și trei portavioane. Totuși, patru dintre cele cinci cuirasate erau modele vechi și depășite, iar unul dintre portavioane era de capacitate mică și practic de neutilizat în acțiunile comune ale flotei. 
După ce au raportat mai multe succese importante împotriva americanilor în Oceanul Pacific, forța principală de portavioane a japonezilor și-a mutat centrul de greutate în Oceanul Indian în aprilie 1942. Chuichi Nagumo a organizat atacuri împotriva vaselor britanice, inclusiv raiduri în Golful Bengal. Capacitatea totală și experiența forțelor japoneze depășeau cu mult ceea ce avea disponibil Royal Navy în acel moment. În timpul acestor atacuri japoneze, britanicii au pierdut două crucișătoare grele („Dorsetshire” și „Cornwall”), un portavion învechit, („Hermes”), un distrugător și numeroase vase comerciale. 
Cu toate aceste pierderi, flota britanică nu a fost angajată într-o luptă cu cea japoneză și a rămas relativ intactă și disponibilă pentru acțiunile viitoare.

#### Retragerea din Oceanul Indian
În urma acestor atacuri, flota britanică s-a retras la Kilindini în Africa de Est, ținând seama că pozițiile mai avansate nu puteau fi apărate în mod corespunzător împotriva atacurilor japoneze. Flota din Oceanul Indian a fost redusă gradual la doar mărimea unei convoi de escortă, în condițiile în care sarcinile puse în fața ei cereau vase mult mai puternice. 
O excepție a fost Operațiunea Ironclad, o campanie lansată în momentul în care britanicii au vrut să contracareze o posibilă ocupație a Madagascarului (aflat în acel moment sub controlul Regimului de la Vichy de către japonezi, care ar fi putut să folosească colonie ca bază pentru submarine. Un asemenea succes japonez ar fi fost o lovitură devastatoare pentru liniile de comunicație britanice din Orientul Îndepărtat. Adevărul este că niponii nu s-au gândit niciodată la o asemenea operațiune. Trupele vichiste au rezistat mai mult decât s-au așteptat britanicii, care au fost obligați să organizeze noi atacuri pentru cucerirea insulei, care au eșuat în cele din urmă. 

#### Revenirea în forță a britanicilor din Oceanul Indian
Doar după ce luptele armate de pe frontul european s-au apropiat de sfârșit, britanicii au fost capabili să deplaseze în Oceanul Indian forțe navale importante. (Între timp, flota germană fusese neutralizată la sfârșitul anului 1943 și începutul lui 1944). Succesul debarcării din Normandia din iunie 1944 a eliberat numeroase vase din Flota atlanticului, care au fost trimise în Oceanul Indian, (printre acestea aflându-se și vasele amfibii de desant, atât de necesare în orice invazie viitoare).
La sfârșitul anului 1944, cum în Oceanul Indian au sosit mai multe portavioane, au fost organizate mai multe lovituri aeriene împotriva exploatărilor petrolifere din Sumatra, în pregătirea operațiilor viitoare din Oceanul Pacific. Pentru primul astfel de atac, SUA a închiriat brianicilor portavionul „Saratoga”. Instalațiile petroliere au fost puternic afectate în urma atacului, ceea ce a agravat criza de combustibil de care sufereau japonezii. Atacul final împotriva instalațiilor de extracție a petrolului de convoiul de portavioane se îndreptau spre Sydney, pentru a fi transformate în Flota britanică a Pacificului.
După plecarea principalelor vase de război, în Oceanul Indian au rămas numai vechi vase de escoră și cuirasate demodate. Cu toate acestea, britanicii au reușit să organizeze câteva operațiuni importante în regiune – recucerirea Burmei, inclusiv debărcării la Ramree, Akyab și lângă Rangoon.

#### Blocada Japoniei
Forțele britanice au jucat al doilea rol ca importanță după flota americană în lupta pentru strangularea comerțului maritim japonez. Primele succese ale luptelor împotriva comerțului nipon au fost înregistrate după o campanie de lansare de mine navale. Capacitatea de deminare a rutelor maritime a japonezilor nu a fost niciodată ridicată, iar în momentul în care s-au confruntat cu această armă, niponii nu s-au adaptat din mers la noul tip de război. În scurtă vreme, traficul naval japonez a fost blocat de-a lungul coastei Burmei. 
Submarinele britanice au acționat la rândul lor împotriva transporturilor navale japoneze, e adevărat că numai spre sfârșitul războiului. Submarinele britanice și-au avut bazele în Ceylon (azi Sri Lanka), Western Australia și, spre sfârșitul războiului, în Filipine.

## Africa și Orientul Mijlociu
Pe 13 septembrie 1940, Armata a X-a italiană a  traversat frontiera din Libia în Egipt, unde trupele britanice apărau Canalul Suez. Înaintarea italiană s-a oprit la Sidi Barrani,  95 km în interiorul Egiptului. Aici, italienii au început să construiască fortificații. În Egipt, existau în acel moment doar aproximativ 30.000 de soldați britanici, care trebuiau să facă față celor aproximativ 250.000 de soldați italieni. Decizia italienilor de oprire a înaintării este pusă în general pe seama lipsa de informații cu privire la efectivele inamicului, și a activității Marinei Regale Britanice din Mediterana, activitate care a perturbat grav aprovizionarea trupelor pe calea mării. Royal Navy avea baze navale în Alexandria, Haifa și Port Said. După oprirea înaintării Armatei a X-a, britanicii au format mici unități combinate motorizate cu care au hărțuit liniile defensive italiene. 

### Ofensiva
Pe 11 noiembrie 1940, Royal Navy a distrus sau avariat trei cuirasate italiene în timpul bătăliei de la Taranto.
Pe 8 decembrie același an a fost declanșată Operațiunea Compass. Plănuita doar ca un raid extins, operațiunea brianico-indiano-australiană a reușit să izoleze trupele italiene. Exploatând la maximum degringolada italienilor, britanicii au continuat atacul, reușind să atingă El Agheila, după o înaintare de aproximativ 800 km. Britanicii au luat zeci de mii de prizonieri italieni. Armata italiană a fost practic distrusă și, mai mult chiar, au fost alungați din Libia. În acel moment critic al luptelor, Churchill a dat ordinul pentru oprirea atacului. Trupele din Africa au fost trimise în Grecia, amenințată de invazia trupelor Axei. După doar câteva săptămâni, în Africa de nord au sosit primele trupe germane, venite în sprijinul italienilor. 

### Grecia și Creta
Italienii au atacat la sfârșitul anului 1940 Grecia din bazele din Albania. Nu doar că grecii au respins atacul, dar au și avansat în Albania. Până la urmă, Germania a intervenit în Grecia, în sprijinul aliatului lor. În același timp, germanii au invadat și Iugoslavia. 
Grecii au fost rezervați cu privire la acceptarea ajutorului forțelor terestre britanice, deoarece Londra nu avea capacitatea de a trimite un corp expediționar suficient de numeros, care să oprească atacul german. Grecii au acceptat ajutorul RAF în luptele împotriva italienilor din Albania. Evenimentul care a dus la decizia politică a grecilor de a accepta intrarea forțelor terestre britanice pe teritoriul național a fost intrarea germanilor în Bulgaria, intenția naziștilor de a invada Grecia devenind clară. 
Forțele britanice au organizat poziții defensive pe o linie care se întindea din nord-vest în sud-vestul Greciei. Existau însă mai multe puncte slabe ale liniei defensive. Forțele elene erau mult mai avansate decât cele britanice, iar guvernul de la Atena a refuzat sfatul englezilor de a se retrage pe o linie de apărare comună. De asemenea, exista o porțiune largă neapărată între flancul stâng al britanicilor și cel drept al grecilor din Albania. Acest fapt a fost exploatat la maximum de germani. 
După ce au fost nevoiți să se evacueze din Grecia continentală, forțele britanice s-au retras în Creta. Din nou germanii au exploatat slăbiciunile apărării, declanșând o operațiune aeropurtată îndrăzneață. A fost cea mai mare operațiune aeropurtată, dar și ultima de o asemenea amploare lansată de germani. Parașutiștii germani au debarcat în mai multe puncte ale insulei. În aproape toate punctele de aterizare, parașutiștii au fost izolați și eliminați. Forțele amfibii germane au fost dispersate de navele de război britanice. Cu toate aceste succese temporare, pentru parașutiștii germani a fost suficientă cucerirea unei singure locații sigure, prin care să fie aduse trupe proaspete și provizii. Plecând de la acest cap de pod unic, germanii au cucerit întreaga insulă, iar forțele britanice au fost nevoite să se evacueze în Egipt sau în Orientul Mijlociu. 

### Irak, Siria și Persia
În mai 1941, situația britanicilor din zona Orientului Mijlociu s-a complicat după declanșarea unei lovituri de stat în Irak, care a înlăturat de la putere guvernul probritanic. La Bagdad a fost instalată o conducere progermană în frunte cu Rashid Ali al-Kaylani. Noua conducere irakiană a cerut forțelor britanice să părăsească țara. În Irak erau două baze militare britanice,una la Basra, cea de-a doua la Habbaniya. 
Baza de la Basra era foarte bine apărată și era de necucerit pentru irakieni, dar baza aeriană de la Habbaniya era slab apărată și izolată în mijlocul teritoriului irakian. Baza aeriană era în principal un centru de antrenament. Personalul militar al bazei transformase avioanele de antrenament în aparatele capabile să poarte arme. 
Irakienii au încercuit baza de la Habbaniya și i-au avertizat pe britanici că orice activitate militară avea să fie considerată un act ostil, ceea ce ar fi dus la atacarea imediată a bazei. Piloții britanici au bombardat însă pozițiile irakiene folosind avioanele de antrenament modificate și i-au alungat din jurul bazei militare. Mai multe coloane militare britanice au pornit din Habbaniya, Palestina (azi Israel) și Basra spre Bagdad cu intenția declarată de a pune capăt loviturii de stat. Britanicii și-au atins scopul cu pierderi relativ mici, dar a existat un eveniment care a perturbat desfășurarea campaniei. 
Un avion al Luftwaffe a fost doborât în timpul înaintării spre Bagdad. Cea mai apropiată bază aeriană germană se afla pe insula Rodos, iar, pentru a ajunge așa de departe, avionul trebuia să fi aterizat undeva și să alimenteze. Singura posibilitate era un aeroport din Siria (aflată în acel moment sub controlul Regimului de la Vichy). Această atitudine ostilă a dus la decizia de invadare a Siriei și Libanului, pentru îndepărtarea oficialilor Regimului de la Vichy. Forțele franceze au opus o rezistență puternică coloanelor britanice și australiene care au intrat în Liban din Palestina. Până în cele din urmă, în condițiile în care alte coloane britanice intraseră în țară din Irak, francezii au capitulat. 
După aceasta, a avut loc ultima operațiune militară majoră din Orientul Mijlociu. Uniunea Sovietică avea nevoie stringentă de uriașe cantități de provizii pentru susținerea luptei împotriva Germaniei Naziste. Proviziile erau transportate în URSS pe o rută periculoasă, prin Oceanul Atlantic, ocolind Capul Nordului, spre Murmansk și Arhanghelsk. În afara unor condiții meteo foarte grele, vasele aliate care navigau pe această rută erau vânate și de submarinele Axei. De asemenea, vase sub pavilion sovietic aduceau provizii din Statele Unite în portul Vladivostok. Cu toate acestea, sovieticii aveau nevoie de mult mai multe provizii. Soluția găsită a fost ruta prin Persia (azi Iran). Șahul Iranului, Reza Pahlawi, era într-o oarecare măsură progerman, și s-ar fi opus creării unei asemenea rute de transport. Prin urmare, forțele britanice și sovietice au invadat și ocupat Persia. Șahul a fost detronat, și pe tron a fost urcat fiul lui, Muhammad Reza Pahlawi.

### Etiopia
Italia a declarat război Regatului Unit pe 10 iunie 1940. În plus față de campaniile din Libia, italienii au deschis un nou front antibritanic în Africa. Acest front a fost în și în jurul coloniilor italiene din Africa de Est: Etiopia, Somalia Italiană (acum parte a Somaliei și Eritreea. 
Ca și în Egipt, forțele britanice erau masiv depășite numeric de inamicii lor italieni. Spre deosebire de Egipt, însă, Etiopia era izolată de Italia, iar trupele italiene aveau mari probleme cu aprovizionarea. 
Primii care au atacat au fost italienii, care au organizat o ofensivă pe trei direcții: în Sudan, în Kenya și în Somalia Britanică. Campania italiană s-a încheiat cu succes doar în Somalia Britanică. Garnizoana britanică din Somalia a fost copleșită numeric și, după două săptămâni de luptă, a fost evacuată la Aden. În schimb, în Sudan și Kenya, italienii au cucerit doar câteva regiuni din zonele de frontieră. 
După ce ofensiva lor s-a împotmolit la fel ca în Egipt, italienii au adoptat o atitudine pasivă în așteptarea contraatacului inevitabil al britanicilor. Atenția combatanților s-a îndreptat spre războiul naval. 
Italienii dispuneau de o mică forță navală cu baza la Asmara, Eritreea, numită „Flotila Mării Roșii”. Flotila italiană reprezenta o continuă amenințare la convoaiele britanice care se deplasau prin Marea Roșie spre și dinspre Canalul Suez. Flotila italiană era formată din mai multe distrugătoare și submarine. Totuși, flotila nu era folosită la întreaga capacitate de luptă, în mare parte datorită crizei de combustibil. Italienii au avut o tentativă de atac a unui convoi aliat, dar marea majoritate a vaselor lor de suprafață a fost scufundată, iar submarinele care nu au fost distruse au părăsit zona și, după ce au navigat pe lângă Capul Bunei Speranțe, s-au reîntors în Italia. 
Soldații britanici din Africa de Est erau puțin numeroși, în rândurile trupelor aliate cea mai importantă contribuție aducând-o Africa de Sud și India Britanică. Sud-africanii asigurau forța aeriană atât de necesară aliaților și un important contingent de infanteriști. Armata indiană asigura cea mai mare parte a efectivelor terestre aliate din regiune. Astfel, în Etiopia au luptat două divizii indiene. 
Milițiile etiopiene și-au adus la rândul lor o contribuție de primă importanță la campania pentru eliberarea Etiopiei. Maiorul Orde Wingate a fost unul dintre principalii organizatori ai rezistenței milițiilor „patrioților” etiopieni, (după cum au fost denumiți de britanici). Milițiile au format așa numita Forță Gideon. Patrioții etiopieni au dezorganizat aprovizionarea italienilor și au cules informații importante necesare Aliaților. De asemenea, patrioții au participat la acțiuni de luptă alături de forțele regulate ale Aliaților. 
Luptele pentru recucerirea Etiopiei au început odată cu sosirea trupelor de sprijin din Egipt – Divizia a 4-a de infanterie indiană, înlocuită pe frontul din Africa de nord de o divizie australiană. Cele două divizii indiene din zonă (a 4-a și a 5-a) au atacat din Sudan, fiind sprijinite de atacul forțelor Aliate din Kenya.  Aliații au organizat o debarcare amfibie în Somalia Britanică, trupele plecând din Aden.  Cele trei coloane s-au îndreptat convergent spre capitala țării, Addis Ababa, care a fost ocupată la începutul lunii mai 1941. 
Italienii au încercat să organizeze o ultimă rezistență în jurul orașului Amba Alagi, dar au fost nevoiți să capituleze până la milocul lunii mai 1941. Ultimele forțe italiene importante au capitulat la Gondar în noiembrie 1941. 
După capitularea forțelor principale italiene la sfârșitul anului 1941, formațiuni militare izolate italiene au declanșat lupte de gherilă în Etiopia și Eritreea, care au durat până în vara anului 1943, când Italia a capitulat în fața forțelor Aliate.

### Războiul din Deșertul de Vest
După prima ofensivă a lui Erwin Rommel, a avut loc o amplă reorganizare a comandamentului britanic din Egipt. În noiembrie 1941, Armata a VIII-a britanică a fost trecută sub comanda generalului Alan Cunningham. Prima ofensivă a noului comandant a fost respinsă de reacția dură a germanilor. Atacul britanic a eșuat datorită folosirii necorspunzătoare a tancurilor. Cunningham  a fost eliberat de la comandă, și în fruntea Armatei a VIII-a a fost numit genealul maior Neil Ritchie. O a doua ofensivă britanică de la sfârșitul anului 1941 a fost încheiată cu un succes care a dus la eliberarea Tobrukului. Cirenaica intra astfel din nou sub controlul britanic, care s-a întins de această dată până la El Agheila. Înainaintarea britanică a fost stopată însă de evenimente care se petreceau în altă parte a lumii: în  momentul în care britanicii au ajuns la El Agheila, Imperiul Japonez declanșa un atac puternic în Orientul Îndepărtat. Din acest motiv, orice rezerve de trupe și de provizii care ar fi putut sprijini frontul din Orientul Mijlociu au fost trimise spre alte fronturi. Această schimbare a avut efecte dezastruoase. 
În aceste condiții, Rommel a reluat ofensiva în ianuarie 1942. Înaltul comandament german îi ceruse lui Rommel să declanșeze o ofensivă limitată împotriva pozițiilor britanice. Generalul german nu a respectat însă ordinele și a exploatat din plin slăbiciunile britanicilor. Aceste succese ale germanilor nu au făcut decât să pregătească terenul pentru viitoarele înfrângeri. 
Germanii planuiseră o operațiune pentru cucerirea insulei Malta, ceea ce ar fi dus la înlăturarea unei importante piedici în aprovizionarea trupelor lui Rommel. Ofensiva antibritanică din Africa a consumat însă numeroase resurse, destinate inițial atacului împotriva Maltei. Înaltul comandament german a avut de ales între atacarea insulei Malta și sprijinirea atacului lui Rommel. Acțiunea armată aflată deja în desfășurare a avut câștig de cauză. În momentul acela, planificatorii germani consideraseră că Malta fusese neutralizată. Această greșeală i-a costat scump pe germani și pe italieni. 
Au fost momente grele pentru britanici, care nu au reușit să stopeze înaintarea germanilor. Rommel nu numai că i-a alungat pe britanici din Libia, dar a reușit să avanseze mult și în Egipt. Orașul  Tobruk a fost recucerit de germani după un asediu de scurtă durată. Liniile defensive britanice de la Mersa Matruh au fost depășite prin flanc, Aliații aflându-se în pragul dezastrului militar. Generalul  Ritchie a fost destituit, iar noul comandant al Armatei a VIII-a a devenit Claude Auchinleck, însuși comandantul suprem din Orientul Mijlociu. Britanicii mai aveau doar o linie defensivă între în fața orașului Cairo – pozițiile de la El Alamein.
Auchinlek a reușit să stopeze înaintarea Axei în timpul primei bătălii de la El Alamein.
În Orientul Mijlociu a fost numită o nouă echipă la comanda Armatei a VIII-a, având-o în frunte pe generalul Bernard Montgomery. Rommel a încercat pentru a doua oară spargera liniilor defensive britanice în timpul bătăliei de la Alam Halfa, dar fără succes. Montgomery a început preparativele pentru o mare ofenisivă, care nu numai că avea să stăvilească germanilor orice tentativă de înaintare spre est, dar avea să ducă și la alungarea lor până în Tunisia.

### Operațiunea Torța și El Alamein
Pe 8 noiembrie 1942 a fost organizată prima mare operațiune amfibie a celui de-al doilea război mondial – Operațiunea Torța. În cadrul acestei operațiuni, o forță anglo-americană a debarcat pe coastele Algeriei. Aliații au organizat de așa natură operațiunea, încât să pară că efectivele debarcate sunt doar americane, existând temeri justificate că francezii ar fi putut opune o rezistență puternică britanicilor. 
După atacul „Forței navale H” britanice împotriva flotei franceze de la Mers el Kebir din 1940, sentimentele antibritanice au crescut foarte mult în rândurile francezilor. Aceste sentimente au fost exarcerbate de operațiunile britanice împotriva teritoriilor controlate de Regimul de la Vichy – Dakar, Siria, Liban și Madagascar. Aliații se temeau că orice acțiune armată britanică în Algeria, considerată în acel moment teritoriu francez, ar fi dus la o rezistență prelungită. În mod ironic, atacul a fost întâmpinat cu cea mai dârză rezistență în Maroc, unde debarcaseră exclusiv americanii. Între flotele franceze și americane au avut loc mai multe lupte navale. 
Rezistența francezilor nu a durat mult. Francezii au capitulat și, în scurtă vreme, s-au alăturat cauzei Aliaților. Principalul motiv pentru care francezii au schimbat rapid tabăra s-a datorat faptului că germanii au intrat în regiunea Franței neocupată până atunci, aflată sub controlul guvernului de la Vichy. Ocuparea restului Franței s-a făcut ca urmare a capitulării garnizoanelor franceze din Africa de Nord. 
După ocuparea Algeria și Marocoului, campania din nordul Africii s-a transformat într-o cursă contraconometru. În vreme ce germanii transportau trupe și materiale în Tunisia, Aliații încercau să aducă suficiente trupe și provizii pentru a putea rezista campaniei pe care o pregăteau forțele Axei. 
Chiar înainte de declanșarea operațiunii Torța, a avut loc a doua bătălie de la El Alamein. Noul comandant al Armatei a III-a, generalul-locotenent Bernard Montgomery, a învins definitiv Panzerarmee Afrika comandată de Erwin Rommel. Germanii trebuiau să facă față unor linii de aprovizionare întinse la maximum, în vreme ce britanicii se aflau foarte aproape de bazele de aprovizionare. În plus, germanii se aflau în primejdie să fie atacat din spate de trupele debarcate în timpul operațiunii Torța. 
În timpul celei de-a doua bătălie de la El Alamein, britanicii au folosit la maximum bombardamentele de artilerie. Forțele germano-italiene plantaseră un mare număr de mine antiinfanterie și antitanc pe toate căile probabile de înaintare ale inamicului. În plus, caracteristicile terenului din zonă împiedicau forțele atacatorare să ocolească pozițiile germane prin flancul stâng, iar forțele navale britanice nu erau suficient de puternice pentru a reuși în același timp și tăierea definitivă a aprovizionării inamicului și sprijinirea Operațiunii Torța. Deși liniile germane au trebuit să fie atacate frontal, Montgomery a încercat să folosească toate mijloacele pentru înșelarea vigilenței germanilor. Astfel, Mongomery a folosit numeroase machete în mărime naturală, ca de exemplu machetele de tancuri, pentru a crea germanilor falsa impresie că se concentrează forțe pentru atacul în alte zone decât cele vizate de planurile aliate. 
După ce primul atac aliat a fost oprit în câmpurile dese de mine, Montgomery a schimbat direcția principală de atac, încercând să dezechilibreze apărarea germană. Ceea ce fusese conceput la început ca un atac de diversiune, s-a transformat rapid în principala acțiune ofensivă. În scurtă vreme, germanii au fost împinși puternic spre vest. 
După cea de-a doua bătălie de la El Alamenin, forțele lui Rommel au fost împinse spre vest prin Deșertul Vestic pentru ultima oară. Cirenaica a fost recucerită de Aliațidin mânile Axei. Au fost cucerite mai apoi Tripolitania, care a intrat sub controlul aliat pentru prima oară în timpul războiului. Germanii, în afara unor contraatacuri de mică amploare, care au fost concepute mai degrabă să acopere retragerea forțelor principale, nu au ripostat în forță decât după ce au ocupat linia defensivă Mareth de la sud de Tunisia.

### Bătălia din Tunisia
În timp ce forțele britanice înaintau spre vest prin Libia, iar americanii înaintau dinspre Algeria, forțele Axei aduceau întăriri în Tunisia. În Tunisia a fost trimis un nou comandament în frunte cu generalul-colonel Jurgen von Arnim, un inamic declarat al lui Rommel. Astfel, relațiile dintre comandanții germani au devenit foarte dificile. 
Rommel a hotărât să facă față atacului lui Montgomery pe Linia Mareth. Această linie defensivă era de fapt o veche linie de fortificații de frontieră construită de francezi împotriva italienilor din Libia. Rommel a modificat vechea linie defensivă și a întărit-o. Ofensiva finală a fost dată la sfârșitul lunii martie 1943 și, până în mai același an, trupele Axei s-a predat sau au fost evacuate. Peste 250.000 de soldați au fost luați prizonieri. Rommel au plecat din Africa și nu a mai apucat vreodată să se reîntoarcă.

## Campania din Italia

### Invazia din Sicilia
Pe 19 iulie 1943 a fost declanșată invadare Siciliei de către Aliați. Operațiunea a fost condusă din Malta. Britanicii au atacat pe flancul estic al debarcării. Au debarcat corpurile de armată al 30-lea la Capul Passero și al 13-lea la Siracuza ale Armatei a 8-a. Obiectivul britanicilor era să înainteze spre centrul insulei, începând de pe plajele de răsărit ale Siciliei. La început, forțele britanice ar fi trebuit să aibă rolul principal în atac, dar în timp ce înaintarea lor era încetinită, Armata a 7-a americană din vestul insulei a preluat inițiativa și a făcut o mișcare de învăluire a flancului inamicului. 

După lupte grele, Armata a 8-a a reușit să depășească defensiva germanilor și să încercuiască Muntele Etna. Numai că între timp, trupele Axei au reușit să se retragă. Până pe 17 august, trupele Axei fuseseră evacuate din insulă, iar orașul Messina a fost ocupat de Aliați în aceeași zi.

### Capitularea Italiei
După încheierea operațiunilor din Sicilia, conducerea fascistă italiană era în pragul colapsului. Dictatorul italian Benito Mussolini a fost îndepărtat de la putere și a fost reținut de camarazii săi. Italienii au început discuții de pace cu Aliații. În ciuda acestor încercări ale italienilor, invazia în peninsulă și-a urmat totuși cursul. 
Pe 3 septembrie 1943, au fost declanșate primele atacuri ale Armatei a 8-a direct peste Strâmtoarea Messina (Operațiunea Baytown). Trupele lui Montgomery au fost țintuite pe loc mai multe zile în „vârful cizmei” italiene. Divizia 1 aeropurtată britanică a efectuat o debarcare auxiliară pe 9 septembrie la baza navală de la Taranto. 
Pe 3 septembrie, regele Victor Emanuel și mareșalul (Maresciallo d'Italia) Pietro Badoglio au semnat în secret un armistițiu cu Aliații. Ei au format un guvern în sudul Italiei și s-au alăturat luptei Aliaților împotriva Axei. 
Atacul principal, Operațiunea Avalanșa, a fost dat pe 9 septembrie la Salerno. A fost ales Salerno deoarece era cel mai nordic punct pe care îl puteau acoperi avioanele aliate care decolau din Sicilia. Mai multe portavioane au fost desemnate să se deplaseze în apropierea zonei de debarcare pentru a suplimenta acoperirea aeriană oferită de avioanele decolate de pe aerodroame. Operațiunea Slapstick a fost programtă în aceeași zi, debarcarea de la Taranto fiind efectuată de Divizia 1 aeropurtată britanică fiind efectuată direct în port, de pe vasele de război. Știrile despre capitularea semnată de rege și Badoglio au fost radiodifuzate în timp ce coloanele aliate se îndreptau convergent spre Salerno. .
Germanii au reacționat rapid după capitularea italienilor. Ei dezarmat trupele italiene care se aflau în preajma trupelor proprii și au ocupat rapid poziții defensive lângă Salerno. În scurtă vreme, trupele italiene au fost dezarmate în toată Italia și în zonele controlate de italieni în timpul Operațiunii Axa (Operation Achse).
Debarcarea de la Salerno a fost efectuată de Armata a 5-a americană condusă de generalul-locotenent Mark Clark. Armata a 5-a era compusă din Corpul 6 american (flancul drept) și Corpul 10 britanic (flancul stâng). Trupele debarcate au trebuit să învingă o rezistență puternică, dar datorită sprijinului puternic aerian și naval, combinată cu înaintarea Armatei a 8-a din sud, apărătorii germani au trebuit să se retragă în cele din urmă. Pe 25 septembrie, aliații controlau teritoriul italian de la sud de linia Neapole – Bari. 
În următoarele câteva săptămâni, înaintarea trupelor aliate a avut un ritm satisfăcător dar, la sfârșitul lunii octombrie, linia frontului s-a stabilizat. Germanii au organizat o linie puternică defensivă pe așa numita „linie de iarnă”. Luptele au continuat pe aproximativ aceleași poziții pentru următoarele șase luni. 
După aproximativ două luni de la arestare, Mussolini a fost eliberat de parașutiștii germani în timpul Operațiunii Stejarul (Unternehmen Eiche).  Dictatorul italian a înființat așa numita Republică Socială Italiană în teritoriul controlat de germani în Italia. 

### Linia de iarnă, debarcarea de la Anzio și bătălia de la Monte Cassino
Punctul principal al „liniei de iarnă” a fost orașul și mănăstirea Monte Cassino. Poziția foarte puternic întărită domina calea principală de acces către Roma și  trebuia cucerită cu orice preț. Forțele britanice de pe flancul stâng al Armatei a 5-a au încercat să traverseze râul Garigliano, dar au fost respinse. O încercare similară franco-americană a avut aceeași soartă. 
Cum încercările de străpungere a „liniei de iarnă” păreau să nu aibă sorți de izbândă, aliații au luat hotărârea să o depășească prin flanc printr-un atac amfibiu efectuat în spatele pozițiilor defensive germane. „Operațiunea Shingle” a fost încercarea de debarcare în spatele liniilor inamice, pe coasta de vest, la Anzio, pe 23 ianuarie 1944. Formațiunile de asalt erau conduse de Corpul de armată al 6-lea american, dar, ca și în cazul debarcării de la Salerno, participa și un corp de armată britanic important din punct de vedere numeric (Divizia I și Grigada a 2-a de comando), plasat pe flancul stâng al atacului. 
Din nou, la fel ca la debarcarea de la Salerno, debarcarea a întâmpinat numeroase probleme. Comandantul operațiunii, generalul John P. Lucas nu a acționat suficient de viguros, în ciuda resurselor importante de care dispunea, și a fost eliberat din funcție. Forțele debarcate au fost în primejdie nu numai să fie respinse, dar și să fie încercuite, aflându-se într-o situație chiar mai grea decât la Salerno. Germanii au reușit să pătrundă prin liniile de apărare ale capului de pod până la ultimele poziții defensive din apropierea țărmului. Doar marea capacitate de foc a marinei militare a salvat în cele din urmă capul de pod. 
După ce atacul inițial și contraatacul germane au fost respinse, operațiunile militare de la capul de pod de la Anzio au intrat în impas. Încercarea de ocolire a liniei defensive germane dăduse greș  și atacul nu a fost reluat până în mai.

### Înaintarea spre Roma
Până în mai 1944, Corpul al 6-lea a fost întărit până a ajuns să aibă șapte divizii. În timpul celei de-a patra bătălii de la Monte Cassino (cunoscută și ca „Operațiunea Diadem”), a fost declanșat un atac concertat dinspre capul de pod de la Anzio și altul frontal împotriva „liniei de iarnă”. Linia defensivă germană a cedat în cele din urmă. 
Frontul a fost reorganizat. Corpul al 5-lea al Armatei a 8-a a rămas pe malul Adriaticii, dar restul armatei a fost mutată peste Munții Apenini, pentru suplimentarea forțelor care urmau să atace Roma. Prin acest transfer, frontul acoperit de Armata a 5-a a fost redus mult. Corpul al 10-a de armată a fost mutat în subordinea Armatei a 8-a, după ce au fost rezolvate problemele complicate ale subordonării forțelor britanice comandamentului american. Au avut loc mai multe asalturi împotriva forțelor de la Monte Cassino, atacuri date de forțele indiene, neo-zeelandeze și poloneze. În cele din urmă, Monte Cassino și-a pierdut importanța, operațiunile de pe flancuri fiind încununate de succes. Dintre aceste operațiuni, una dintre cele mai reușite a fost atacul vânătorilor de munte ai „Corpului expediționar francez”.
Forțele britanice au fost prost folosite în timpul Operațiunii Diadem. Oliver Leese, comandantul Armatei a 8-a, a făcut o uriașă greșeală când a trimis Corpul al 13-lea mecanizat pe valea râului Liri spre Roma. S-a format un uriaș ambuteiaj. Există voci care afirmă că nici forțele americane nu au fost mai bine folosite. Astfel, Corpul al 6-lea trebuia să taie retragerea forțelor germane de pe „linia de iarnă” spre Roma. Cu toate acestea, generalul Clark a decis să înainteze spre Roma și a lăsat o forță nesemnificativă să blocheze retragerea germanilor. Numai că germanii au depășit fără probleme nesemnificativul blocaj american, iar cele mai importante forțe ale lor au scăpat din încercuire. Aproximativ 25 de divizii, cam 10% din efectivele Wehrmachtului, au reușit să scape din încercuire. 
Roma a fost cucerită pe 5 iunie, iar urmărirea forțelor germane a continuat spre nordul Italiei. 

### Linia Gotică și victoria aliaților în Italia
Până la sfârșitul anului 1944, forțele aliate ajunseseră pe aliniamentul Pisa – Pesaro. La fel ca în anul anterior, înaintarea s-a făcut cu mare greutate. Compoziția forțelor aliate s-a schimbat din nou după ce trupele franceze au fost retrase în vederea invaziei din sudul Franței (Operațiunea Dragonul). Corpul al 5-lea american a fost adus în locul francezilor în cadrul Armatei a 5-a. Armata a 8-a era compusă din corpurile britanice 5, 10 și 13, corpul 1 canadian și al 2-lea polonez. Pentru o scurtă perioadă de timp, corpul al 13-lea a fost plasat sub comanda americană. 
Între august și decembrie, Armata a 8-a britanică a înaintat încet de-a lungul coastei răsăritene a Italiei. Polonezii au cucerit importantul port Ancona, ceea ce a dus la scurtarea semnificativă a liniilor de aprovizionare a aliaților. Obiectivul inițial al aliaților fusese cucerirea câmpiei râului Pad până la sfârșitul anului 1944, dar s-a dovedit a fi un țel imposibil de atins. La sfârșitul anului, linia frontului se afla la sud de lacul Comacchio, germanii ocupând o pungă spre vest. Aramata a 5-a era blocată în pasurile înalte ale Apeninilor. 
În timpul iernii 1944-1945, operațiunile ofensive aliate au trebuit să înceteze. Singura mișcare importantă de trupe din această perioadă a fost deplasarea Corpului canadian din Italia în Franța, pentru întărirea Armatei I canadiene. Ofensiva din Italia nu a fost reluată până în aprilie. Planificatorii aliați au trebuit să se hotărască asupra principalei forțe de atac: Armata a 5-a sau a 8-a. În cele din urmă s-a luat hotărârea ca Armata a 8-a britanică să dea principalul atac. A fost conceput un plan de înșelare a inamicului, care să-i convingă pe germani că americanii aveau să dea lovitura principală. 
Pe 2 aprilie 1945 a fost lansat atacul britanic și, din nou, succesele inițiale au fost limitate. 
Până pe 20 aprilie, orașul Bologna era încercuit parțial, fiind deținut în continuare de forțele germane. Lacul Comacchio a fost traversat cu ajutorul vaselor de desant. Rezistența germanilor a fost puternic pusă la încercare, fiind pe punctul să cedeze. În următoarele zece zile, forțele germane au fost ori încercuite, sau blocate cu pe malul râuluil Pad. Forțele germane au fost reduse la unități dezorganizate, lipsite în cea mai mare parte de echipament greu. 
Pe 28 aprilie, dictatorul Mussolini și un grup de lideri fasciști au fost capturați de partizani în timp ce încercau să fugă din Italia. Mussolini și 15 fasciști au fost executați, iar trupurile lor au fost expuse în orașul Milano. 
Pe 29 aprilie, mareșalul Rodolfo Graziani a semant capitularea Grupului de Armate Liguria, forța armată a Republicii Sociale Italiene. 
Succesele aliate în luna mai au fost rapide. Forțele americane au curățat inamicul din regiunea cursului superior al Padului și au cucerit Genova, polonezii au cucerit Bologna, iar britanicii au curățat regiunea cursului inferior al Padului și au ajuns la granițele cu Iugoslavia și Austria. 
Pe 2 mai, forțele germane din Italia au capitulat, cu doar șase zile mai înainte de capitularea generală a forțelor germane din Germania, de pe 8 mai 1945.

## Războiul civil din Grecia
O operațiune militară mai puțin cunoscută a avut loc în Grecia la sfârșitul anului 1944 și începutul lui 1945. După ce au fost alungați în mod rușinos din Grecia în 1941 și înfrânți în încercarea lor de a ocupa insulele părăsite de italieni în Marea Egee în 1943, forțele britanice s-au reîntors în Grecia în toamna anului 1944. 
Operațiunile din Grecia s-au limitat doar la hărțuirea trupelor germane în retragere. Retragerea germanilor nu a fost determinată de vigoarea atacurilor britanice, ci de înaintarea Armatei Roșii în Balcani, înaintare care amenința să taie orice linie de comunicație a germanilor din Elada. Britanicii pur și simplu nu aveau suficiente forțe pe care să le redistribuie în Grecia, în condițiile în care principalul lor efort de război era pe fronturile din Italia, Europa de nord-vest și Burma. 
Ca urmare a retragerii germanilor și odată cu apropierea sovieticilor, partizanii greci de orientare comunistă au încercat să dea o lovitură de stat. Deși comuniștii au fost înfrânți, tentativa lor eșuată nu a făcut decât să declanșeze un lung conflict militar. Regele George al II-lea a acceptat să cedeze puterile unui regent, un arhiepiscop al bisericii ortodoxe, până la liniștirea situației din țară. Această renunțare temporară la prerogativele regale, ca și intervenția forțelor britanice, i-a forțat pe comuniștii eleni să accepte o încetare a focului. 

## Eliberarea Europei

### Operațiunea Overlord

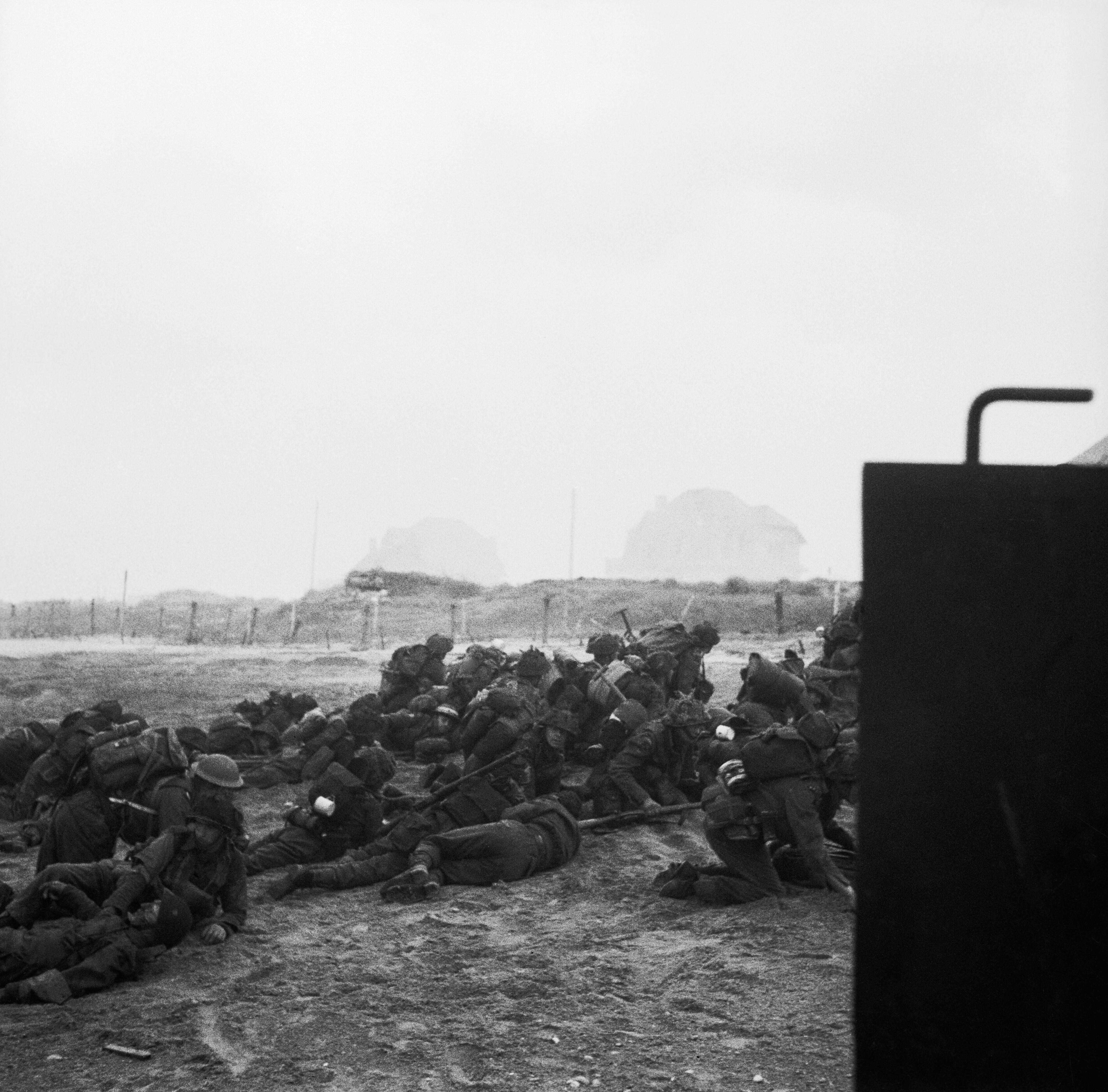
Infanteria britanică debarcată pe o paljă din Normandia

Pe 6 iunie 1944 a fost declanșată Operațiunea Overlord, cea mai mare asalt amfibiu de până atunci. Operațiunea a constat în debarcarea a cinci divizii de asalt și parașutarea sau transportul cu planoarele în teritoriul inamic a trei divizii aeropurtate. 
Dintre acestea, două divizii debarcate și un aeropurtată erau britanice. Pe Plaja Sword a debarcat Divizia a 3-a de infanterie, pe Plaja Gold au debarcat Divizia a 50-a de infanterie și Brigada a 8-a blindată. Deasupra teritoriului inamic a fost parașutată Divizia a 6-a aeropurtată. Pe Plaja Juno a debarcat Divizia a 3-a canadiană. Restul diviziilor participante la asalt au fost americane. 
Formațiunile formate din  militari ai Imperiului Britanic au fost repartizate la capul de est al zonei de debarcare. Divizia a 6-a aeropurtată a fost parașutată sau transportate cu planoarele în interiorul teritoriului controlat de inamic, pentru asigurarea securității flancului estic al forțelor de asalt. Prima unitate aliată transportată cu planoarele care a intrat în luptă a fost Brigada a 5-a parașutiști britanici, care a atacat podul Pegasus. 
Mai multe unități mici, formate din soldați de elită, au debarcat pentru atacarea diferitelor puncte de maxim interes strategic. Printre acestea au fost numeroase comandouri britanice. 

Regatul Unit a fost principala bază a Operațiunii Overlord și a asigurat majoritatea vaselor militare și de transport, aproape 80% dintre ele au fost ale Royal Navy. În cazul forțelor aeriene, proporția avioanelor RAF a fost mai mare. Statele Unite au contribuit cu două Forțe aeriene – a 8-a de bombardiere și a 9-a tactică. Toate comandamentele RAF au participat la operațiune. Comandamentul de coastă a asigurat securitatea Canalului Mânecii împotriva atacurilor avioanelor germane. Comandamentul bombardierelor a fost implicat în distrugerea țintelor de comunicații din Franța de-a lungul unei operațiuni care a durat mai multe luni, iar în timpul debarcării a executat misiuni de paralizare a mișcării forțelor germane care ar fi încercat să se vină în sprijinul apărătorilor Zidului Atlanticului. De asemenea, Comandamentul bombardierelor a sprijinit nemijlocit prin bombardamente aeriene forțele debarcate în dimineața de 6 iunie. Apărarea aeriană a Marii Britanii, redenumită temporar „Comandamentul aviației de vânătoare”, a asigurat controlul total al spațiului aerian de deasupra plajelor de debarcare. Forța aeriană tactică a 2-a a asigurat sprijinul aerian direct al formațiilor militare din Imperiul Britanic. 
Operațiunea a fost un succes. Atât din punct de vedere tactic cât și din punct de vedere strategic, operațiunea a fost o surpriză totală pentru germani. Proporțiile succesului debarcării a fost o surpriză chiar și pentru comandanții aliați. Impasul americanilor de pe Plaja Omaha, unde forțele debarcate au fost țintuite pe plajă pentru aproape o zi și au avut pierderi uriașe, a fost depășit în cele din urmă, iar defensiva germană a fost străpunsă. 
Deși obiectivele inițiale stabilite pentru prima zi nu fuseseră îndeplinite, totuși aliații reușiseră să cucerească un cap de pod sigur. Pozițiile de pe plaje au fost întărite în continuu, până când aliații au avut suficiente resurse pentru organizarea unei ofensive terestre serioase. Primul mare succes aliat a fost cucerirea orașului și portului Cherbourg. Forțele americane au înaintat în forță de-a latul Peninsulei Cotentin, după care au cucerit Cherbourgul pe 27 iunie. Portul orașului a ușurat aprovizionarea forțelor aliate în mod semnificativ. 
Britanicii au avut ca prim obiectiv important cucerirea orașului Caen, care s-a dovedit o sarcină greu de îndeplinit. Orașul a fost cucerit după lupte lungi în iulie. În schimb, americanii reușiseră să aibă controlul asupra întregii Normandii și se pregăteau de atacul în restul Franței.

### Eliberarea Franței
Forțele americane au declanșat la sfârșitul lunii iulie 1944 Operațiunea Cobra, pornind din Normandia luptele pentru eliberarea restului Franței. Americanii și britanicii au încercuit forțele germane care nu apucaseră să se retragă din Normandia. Hitler a ordonat declanșarea unui contraatac în zona aparent vulnerabilă în care se făcea joncțiunea dintre Armatele a 3-a și a 4-a, dar operațiunea germană s-a încheiat cu un eșec. 
În vreme ce americanii au executat o mișcare de învăluire spre sud, forțele britanice, canadiene și poloneze au blocat forțele germane printr-o mișcare dinspre nord. Astfel, s-a format o pungă uriașă, cu centrul în orașul  Falaise. Aici fusese prinsă în capcană o întreagă armată germană, armată care a fost distrusă aproape în întregime în timpul luptelor. După încheierea luptelor din zonă, toate forțele aliate s-au îndreptat spre răsărit. Parisul a fost eliberat la sfârșitul lunii august 1944, iar până la sfârșitul lunii septembrie, practic toată Franța fusese eliberată. 
Mișcările trupelor aliate au fost însă încetinite de problemele logistice. Datorită liniilor de aprovizionare foarte întinse, logistica nu putea sprijini o înaintare pe un front foarte larg, ceea ce a dus la împotmolirea ofensivei în Lorena și Belgia. În acest moment, comandanții militari aliați au început discuții aprinse cu privire la strategia viitoare de urmat. 

### Operațiunea Dragonul
Invazia aliată din sudul Franței din august 1944 a fost o operațiune la care au participat în principal trupe franceze și americane. Britanicii au fost implicați în debarcare prin intermediul Royal Navy (care a asigurat transportul trupelor și materialelor și bombardamentele navale de sprijin a trupelor de asalt) și a RAF (care a asigurat protecția aeriană a capetelor de pod). Singurele trupe terestre care au participat la această debarcare a fost Brigada a 2-a independentă de parașutiști. Parașutiștii britanici au aterizat și și-au cucerit obiectivele fără să întâmpine o rezistență foarte puternică. După acest succes rapid, parașutiștii britanici au fost retrași de pe prima linie și au fost trimiși în Grecia, unde au participat la înfrângerea loviturii de stat comuniste. 

### Operațiunea Market Garden
Montgomery și Eisenhower au avut discuții aprinse asupra oportunității unui atac pe front larg sau a unui atac concentrat într-o zonă restrânsă, care să străpungă liniile germane. În vreme ce Eisenhower era în favoarea unui atac pe front larg, Montgomery dorea un atac concentrat. La sfârșitul anului 1944, problemele logistice au scos în afara discuției orice atac pe front larg. Montgomery a conceput  Operațiunea Market Garden bazată pe opțiunea sa pentru strategia atacului pe un front restrâns. Ideea centrală a operațiunii era cucerirea unui șir de poduri de importanță strategică din Olanda printr-o operațiune aeropurtată de amploare, parașutiștii urmând să fie înlocuiți de trupele terestre sprijinite de blindate. 
Parașutiștii americani au fost lansați la un punct intermediar la nord de pozițiile aliate, iar parașutiștii britanici și cei polonezi au fost lansați la extremitatea zonei de atac, la Arnhem. Deși parașutiștii au reușit să cucerească podurile, operațiunea nu a decurs în coformitate cu planurile inițiale. Forțele terestre ale corpului al 30-lea britanic ale generalului locotenent Brian Horrocks se deplasau pe un singur drum aglomerat. Germanii au reacționat rapid, atacând drumul de pe ambele flancuri. Ca urmare, blindatele au pierdut timp prețios în încercarea lor de a ajunge până la Arnhem.
Divizia I aeropurtată a reușit să păstreze controlul asupra podului de la Arnhem timp de patru zile și au rezistat în total nouă zile pe malul Rinului,  dar au fost nevoiți în cele din urmă să se retragă peste Rin în timpul unei nopții. Dintre cei peste 10.000 de oameni care au început lupta la Arnhem, doar în jur de 2.000 dintre ei s-au reîntors din misiune. Divizia I aeropurtată a încetat practic să mai existe ca formație activă de luptă pentru restul războiului. 

### Walcheren
După Operațiunea Market Garden, portul Antwerp a fost capturat de aliați. Totuși, cucerirea portului, aflat la capul unui estuar lung, nu a fost de mare folos pentru aliați. Germanii au păstrat controlul asupra mai multor puncte cheie ale estuarului. Germanii de pe malul sudic al râului Scheldt au fost îndepărtați relativ rapid de forțele canadiene și poloneze, dar germanii de pe insula Walcheren au rezistat multă vreme.
Insula Walcheren controla șenalul navigabil la nord de Antwerp. Digurile care protejau insula au fost bombardate pentru a permite apelor să inunde terenurile joase. Comandourile britanice și canadiene au declanșat ultima mare operațiune amfibie a războiului din Europa. La sfârșitul toamnei anului 1944, calea navigabilă spre Antwerp a fost deschisă aliaților, ceea ce a rezolvat numeroase probleme logistice.

### Ofensiva din Ardeni
După decembrie 1944, aliații și-au propus să încheie cucerirea Renaiei și să pregătească asaltul final asupra Germaniei. În toiul acestor pregătiri, aliații au fost luați total prin surprindere de ultima mare ofensivă germană de pe frontul de vest. 
Germanii și-au lansat ofensiva în decembrie în Ardeni. Ei au încercat să reediteze succesul din 1940. Și de această dată, germanii au întâmpinat o rezistență redusă – forțele americane erau formate ori din militari neexperimentați, ori din soldați extenuați, aduși într-o zonă „liniștită” a frontului pentru refacere. Existau însă mai multe diferențe importante față de situația din 1940, ceea ce au dus în cele din urmă la eșecul ofensivei germane. Spre deosebire de 1940, aliații aveau o superioritate aeriană zdrobitoare. Pentru a contrabalansa această realitate, germanii au lansat ofensiva în condiții meteo dificile, care împiedicau avioanele aliate să decoleze. Doar că vremea s-a îndreptat rapid, ceea ce a anulat orice avantaj al germanilor. 
Cele mai multe forțe care au participat la luptele din Ardeni au fost americane. În timpul luptelor, Armatele a 3-a și a 9-a americane au rezistat puternic, dar au fost separate de cartierul general al Grupului al 12-lea american de armate. Din acest motiv, comanda celor două armate a fost asigurată de Grupul britanic al 21-lea de armate pe aproape toată durata luptelor. La luptele din Ardeni a luat parte și Corpul al 30-lea de armate britanic. 
Până la sfârșitul lunii ianuarie, punga cucerită de germani a fost eliminată, iar operațiunea de cucerire a Renaniei, abandonată temporar, a reînceput. Dacă Armata a 3-a americană s-a reîntors sub controlul Grupului al 12-lea american de armate, Armata a 9-a a rămas sub comanda britanică pe tot restul războiului. 

### Capitularea Germaniei
Penultima operație preliminară pentru cucerirea regiunii Rinului din zona britanică de acțiune a fost aceea de curățare a așanumitului “triunghi Roermond”. Corpul al 13-lea de armată britanică a alungat ultimele elemente germane de pe malul stâng al râului Roer (Rur) în a doua jumătate a lunii ianuarie. 
După cucerirea malurilor râului Roer, Armata a 2-a britanică a avut misiunea blocării forțelor germane. Două armate aliate (prima și a 9-a) au început în cadrul a două operațini separate (Operațiunile Grenade și Veritable) o amplă mișcare de învăluire, destinată distrugerii forțelor germane care se mai aflau la vest de Rin. La aceste operațiuni a luat parte doar Corpul al 30-lea de armate britanice, care era parte a Armatei I. 
Până pe 5 martie 1945, armatele britanice, canadiene și americane încercuiseră forțele germane de pe Rin într-o pungă mică. Această pungă a fost eliminată după cinci zile de luptă. 
Pe 23 martie au fost declanșate de operațiunile de traversare a Rinului în zona de nord. Armata a 2-a britanică și Armata a 9-a americană au atacat primele. Armata a 9-a a executat o amplă mișcare de încercuire a forțelor din regiunea Ruhr. Armata I americană a traversat Rinul la începutul lui Aprilie și a început luptele de eliberare a nordului Olandei. Armata a 2-a a atacat prin câmpiile din nordul Germaniei, ajungând la râul Ems pe 1 aprilie și la râul Weser pe 4 aprilie. După încercuirea forțelor germane din Ruhr, Armata a trecut sub comanda Grupului de Armată al 12-lea. Pe 15 aprilie, trupele britanice au eliberat lagărul de concentrare de la Bergen-Belsen.
Până pe 18 aprilie, Armata I a eliberat cea mai mare parte a Olandei, izolând ultimele forțe germane pe litoral. Armata a 2-a a ajuns la râul Elba pe 19 aprilie. Forțele canadiene și poloneze din Olanda nu au făcut alceva restul războiului decât să reducă încet pungile care se mai aflau încă sub controlul germanilor. Unitățile britanice care operau în nordul Germaniei s-au oprit din înaintare după ce au atins linia de demarcație convenită cu sovieticii. Războiul cu Germania s-a terminat pe 7 mai, iar forțele britanice au fost transformate în trupe de ocupație. 

## Ofensiva aeriană a bombardierelor Aliaților

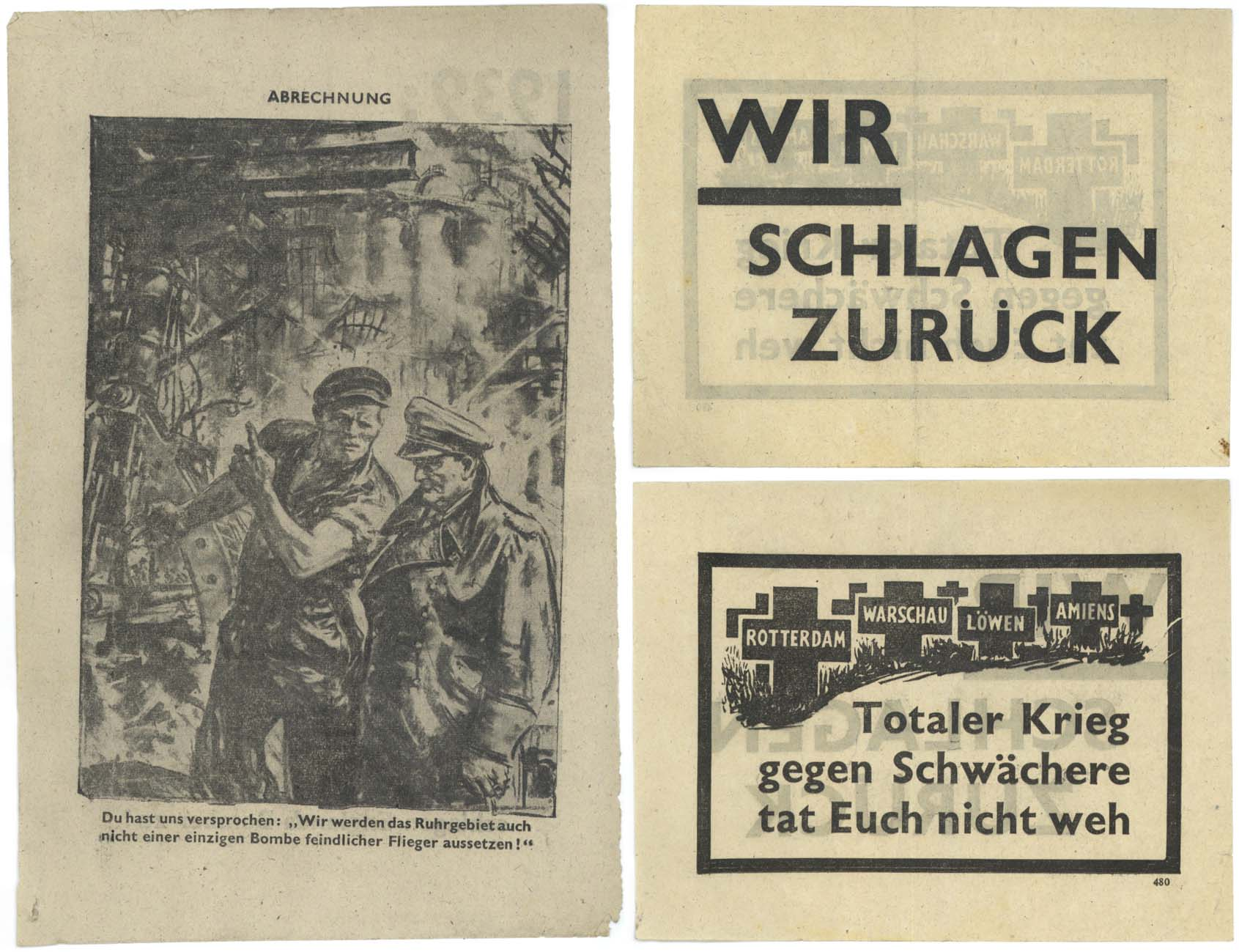
Fluturaș propagandistic lansat de Comandamentul britanic al bombardierelor deasupra Germaniei în 1942. Fluturașul îl caricaturizează pe Hermann Goering, comandantul aviației germane de război (Luftwaffe), prezentând presupusele lui reacții la bombardamentele aeriene. Zâmbetele din primele zile ale războiului s-au transformat după bombardamentele de represalii ale RAF asupra orașelor germane

Ofensiva aeriană combinată a bombardierelor a apărut ca urmare a necesității de a răspunde loviturilor Luftwaffe din perioada în care Regatul Unit nu mai avea forțe pe continentul european. La început, borbardierele disponibile pentru misiuni deasupra Germaniei au fost puține, iar regulile bombardamentelor erau așa de stricte încât atacurile erau de cele mai multe ori lipsite de rezultate importante. După anul 1940, situația a început să se schimbe. 
În timpul și după Bătălia Angliei, bombardierele britanice au avut ca obiectiv distrugerea flotei de invazie germane, staționată în porturile franceze. De asemenea, bombardierele au efectuat și un raid împotriva Berlinului, după ce germanii au bombardat Londra. Atacul împotriva Berlinului. Bombardarea Berlinului l-a înfuriat pe Hitler, care a ordonat bombardarea deliberată și sistematică a orașelor britanice. De-a lungul întregului an 1941, amploarea raidurilor lansate de Comandamentul bombardierelor a crescut treptat. Datorită eficienței apărării antiaeriene germane, raidurile britanice au fost efectuate în general în timpul nopții, dar tehnologiile de navigație din acele vremuri nu făceau posibile localizarea cu acuratețe nici chiar a țintelor mari. 
Intrarea SUA în război în decembrie 1941 nu a schimbat mult situația la început. În schimb, numirea în fruntea Comandamentului bombardierelor a lui Arthur Harris în 1942 a avut o influență copleșitoare. Harris era un apărător înfocat al bombardării orașelor germane. În vara anului 1942 el a organizat primul raid a 1.000 de bombardiere. Totuși, în acel moment, organizarea unui raid cu un număr atât de mare de avioane nu putea fi făcută decât cu redistribuirea temporară a avioanelor din centrele de antrenament. 
Situația războiului aerian a fost îmbunătățită cu ajutorul ultimelor descoperiri tehnice. Astfel, a fost dezvoltat primul sistem de navigație prin radio (GEE sau AMES), care a ajutat piloții să-și găsească mai ușor țintele. A fost inventat sistemul antiradar „Window”, încărcături de fâșii se staniol lansate din avioane, care formau pe radarele germane o imagine a unei flote fantomă. Avioanele au fost dotate cu propriile lor radare. Ele ofereau piloților o imagine a terenului deasupra căruia zburau avioanele. Acest radar asigura o mai mare acuratețe zborului către orașele îndepărtate, care nu erau acoperite de sistemul GEE. Totuși, poate cea mai importantă inovație care a adus îmbunătățirea preciziei bombardamentelor a fost de natură tactică, nu tehnică. Este vorba de introducerea sistemului „avioanelor de dirijare” (pathfinder). Aceste avioane erau grupuri de avioane cu echipaje special pregătite, care zburau în fața valului principal de avioane de bombardament și marcau ținta. Folosirea acestui sistem a îmbunătățit mult acuratețea și eficiența raidurilor de bombardament. 
Până în 1943, forțele americane au început să fie aduse în număr mare în Anglia. Efectivele bombardierelor britanice au fost suplimentate cu Forța aeriană a 8-a americană. În timp ce britanicii atacau pe timpul nopții, americanii organizau raiduri în timpul zilei. De multe ori, raidurile erau coordonate în așa fel, încât o țintă să fie lovită de două bombardamente în aceeași zi – unul de noapte britanic și unul de zi american. Orașul Hamburg a fost în 1943 ținta unuia dintre cele mai distructive atacuri din istorie. Orașul era ușor de găsit cu ajutorul radarului, fiind foarte vizibil în estuarul Elbei. Hamburgul a fost distrus atât de bombardament, cât și de incendiile uriașe care au cuprins întregul oraș. Aproximativ 50.000 de oameni au pierit în timpul acestui atac. 
Aliații nu au mai executat un alt raid de amploarea celui de la Hamburg în 1943 și 1944. în timpul iernii, Berlinul a fost atacat de mai multe ori, iar avioanele participante la raid au suferit pierderi importante. După  capitularea Italiei, la ofensiva bombardierelor s-a adăugat Forța aeriană a 15-a americană și Grupul RAF nr. 205, care decolau de pe aeroporturi din peninsulă. În prima jumătate a anului 1944, prioritățile au început să se schimbe. În condițiile în care Aliații se pregăteau de declanșarea debarcării din Normandia, independența flotei de bombardiere s-a redus considerabil, până când a fost trecute sub comanda generalului Eisenhower, comandantul suprem al forțelor expediționare aliate. Atât Harris, cât și colegii lui americani s-au opus cu putere trecerii lor sub comanda lui Eisenhower, dar au trebuit să cedeze până în cele din urmă. 
Comandamentul bombardierelor a executat atacuri aeriene asupra mai multor ținte din Franța, ajutând la paralizarea sistemului de transport al țării în perioada premergătoare invaziei, în timpul debarcărilor și imediat după aceea. După 6 iunie 1944, bombardierele au trebuit să asigure sprijin aerian  continuu forțelor terestre, dar Harris a reușit în cele din urmă să-și scoată bombardierele de sub controlul lui Eisenhower. Bombardamentele asupra orașelor germane au fost reluate în forță. 
Până în iarna anului 1944, efectivele bombardierelor britanice și americane crescuse enorm. Raidurile efectuate de 1.000 de avioane deveniseră în acel moment ceva obișnuit, atât pentru americani, cât și pentru britanici. Avioanele americane decolate Italia adăugau mai multe sute de aparate efectivelor aeriene care participau la bombardamente. Precizia bombardamentelor a fost crescută, dar a rămas departe de ceea ce numim în ziua de azi „bombardament de precizie”. „Precizia” asigura cel mult bombardarea unui întreg cartier dintr-un oraș, nu a unui anume ținte din orașul respectiv. 
Odată cu trecerea timpului, germanii pierdeau de sub control tot mai multe regiuni, iar sarcina Comandamentului bombardierelor devenea din ce mai ușoară, tot mai multe teritorii prietene fiind survolate de avioane pe drumul lor spre țintele ordonate. Avioanele de vânătoare germane au intrat treptat în criză de combustibil, datorită distrugerii capacităților de producție a benzinei sintetice. 

Numele Comandamentului bombardierelor a mai fost pătat de un al doilea raid, în afară de distrugerea Hamburgului, raid care s-a remarcat prin numărul victimelor și proporția distrugerilor. În februarie 1945, Armata Roșie încerca să încercuiască orașul Dresda. Aviația de bombardament britanico-americană a fost chemată să distrugă căile de acces către oraș. Comandamentul bombardierelor și forțele aeriene americane au răspuns printr-o serie de raiduri aeriene puternice. Între 60.000 și 80.000 de germani au căzut victime bombardamentelor, orașul, care nu avea capacități industriale notabile și o importanță strategică redusă a fost distrus în totalitate. După război, oportunitatea atacării Dresdei a fost pusă la îndoială de numeroși analiști și istorici. 
După capitularea Germaniei, „Bomber” Harris a fost evitat de numeroși oficiali, foști subordonați sau membrii ai guvernului. Chiar și Churichill, care fusese un sprijinitor al bombardamentelor zonale, a început să îl evite. 
Bombardierele britanice au fost deplasate în Asia, unde au fost pregătite pentru a fi redesfășurate în Okinawa. Între timp însă, Japonia a capitulat.

## Orientul Îndepărtat
Teatrul de luptă din Asia de Sud-Est a inclus campaniile din India, Burma, Tailanda, Indochina, Malaezia și Singapore. Pe 8 decembrie 1941, a izbucnit conflictul pe acest teatru de război odată cu invadarea Tailandei și Malaeziei de către Imperiul Japonez. Atacula fost dat din bazele stabilite în Indochina Franceză. Luptele pe acest teatru de război au încetat din punct de vedere oficial pe 9 septembrie 1945,  în momentul capitulării Japoniei. 

### Dezastrul din Malaezia și Singapore
Izbucnirea războiului în Orientul Îndepărtat a găsit Regatul Unit cu forțele armate suprasolicitate. Forțele britanice din regiune erau slabe la aproape toate capitolele. Pe 8 decembrie 1942, japonezii au declanșat invaziile din Tailanda, Malaezia și Hong Kong. 
Pe 10 decembrie 1941, prima înfrângere importantă a forțelor britanice din regiune a fost scufundarea vaselor militare HMS Prince of Wales și HMS Repulse în urma unui atac aerian nipon. Scufundarea acestor vase are o triplă semnificație. În primul rând, scufundarea celor două vase reprezintă pierderea ultimelor vase aliate importante rămase funcționale în Pacific după dezastrul de la Pearl Harbor.  Pe de altă parte, Prince of Wales și Repulse au fost singurele cuirasate aliate moderne rapide scufundate în tot războiul. Și în ultimul rând, a fost pentru prima oară în timpul războiului când un cuirasat aflat în marș a fost scufundat de un atac aerian. 
Au urmat la scurtă vreme înfrângeri ale forțelor britanice terestre și aeriene din zonă. Japonezii aveau superioritatea navală, de care s-au folosit cu succes pentru organizarea de debarcări ambfibii în timpul înaintării prin Peninsula Malaeziană spre Singapore. Înaintarea rapidă a forțelor terestre și aeriene japoneze a făcut ca cea mai mare parte a aeroporturilor aliate să nu mai poată fi folosite de RAF, ceea a împiedicat apărarea eficientă a Singaporelui. Deși RAF a reușit să provoace pierderi importante japonezilor, britanicii nu au avut niciodată suficiente aparate de zobor pentru a stopa înaintarea niponă, reușind cel mult să o încetinească. 
Forțele militare indiene, britanicde și australiene din Malaezia erau numeroase, dar slab pregătite și prost conduse. Forțele aliate erau plasate necorespunzător în teren, ceea ce a permis niponilor să ocolească prin flanc punctele mai puternic după debarcări amfibii urmate de înaintări rapide prin junglă. În numai câteva săptămâni, forțele terestre aliate au cedat importante regiuni. 
La începutul anului 1942, Singapore era absolut nepregătit să facă față atacului nipon iminent. Apărarea orașului fusese total neglijată în perioada de foamete de la începutul deceniului al patrlea. Apărarea orașului avusese de suferit la începutul orașului deoarece eforturile britanice de război fuseseră concentrate în Europa și Atlantic, în luptele cu Germania și Italia. Colonia Singapore era condusă de un guvernator care nu dorea să „supere” populația locală. S-a ajuns până acolo, încât au fost refuzate pregătirile de apărare chiar înainte de sosirea japonezilor. 
După debarcările japoneze de la Singapore, au izbucnit lupte grele, care au durat câteva zile. Dar trupele aliate, prost conduse și puternic dezorganizate, au fost împinse treptat într-o pungă din ce în ce mai mică. 
Pe 15 februarie 1942, generalul Arthur Percival a acceptat să  capituleze în fruntea garnizoanei de 80.000 a Singaporelui. Aceasta a fost capitularea celor mai mulți soldați sub comandă britanică din istoria militară a Regatului Unit. Populația civilă a suferit o ocupație japoneză brutală. Mai multe avioane militare britanice au reușit să fugă în Sumatra sau Java, dar și aceste insule aveau să fie cucerite în scurtă vreme de niponi. Forțele britanice au fost forțate să se retragă în India  și Ceylon.

### Campania din Burma
Campania din Burma a antrenat pe de-o parte forțele aliate – britanice, ale Commonwealthului, chinezești și americane – iar pe de altă parte forțele nipone și ale aliaților lor  indieni. Forțele britanice și ale Commonwealtului proveneau din Regatul Unit, India Britanică, (care includea în acele vremuri și Pakistanul și Bangladeshul din zilele noastre]], Africa răsăriteană și apuseană, Australia, Malaezia și Singapore. 

#### Părăsirea Burmei
Japonezii au atacat în Burma la scurtă vreme după izbucnirea războiului. Totuși, niponii nu au reușit să obțină rezultate importante până când nu au cucerit Singaporele și Malaezia. După aceasta, ei au transferat numeroase avioane în Burma, reușind să copleșească numeric aparatele de zbor aliate. 
Primul atac japonez a vizat cucerirea Rangoonului, cel mai mare port din Burma, care era un punct important în lanțul de aprovizionare al Aliaților. La început, Rangoonul a fost apărat cu succes, efectivele slabe ale RAF fiind întărite de o escadrilă a Grupului de Voluntari Americani, cunoscuți mai bine ca „Tigrii zburători”. Totuși, odată cu dezvoltarea atacului japonez, capacitatea aviatorilor aliați să apare aeroporturile din regiune a scăzut extrem de mult. 
Pe la sfârșitul lunii martie, forțele japoneze au tăiat în două  forțele britanice. Orașul Rangoon a fost evacuat, iar portul său a fost distrus. Garnizoana britanică a reușit să străpungă liniile nipone, în parte datorită unei erori a comandanților japonezi. După cedarea Rangoonului, generalul britanic Thomas Hutton  a fost eliberat din funcția de comandant al forțelor din Burma, fiind înlocuit de generalul Harold Alexander.
După pierderea Rangoonului, britanicii nu mai aveau altă soluție decât evacuarea tuturor forțelor lor din Burma. Liniile defensive britanice nu puteau fi susținute din punct de vedere logistic, de vreme ce aprovizionarea pe calea terestră era foarte dificilă, cea pe calea apelor era foarte riscantă, iar RAF nu dispunea de avioane de transport pentru aprovizonarea pe calea aerului. 
Capacitatea de luptă a britanicilor din Burma era limitată nu doar de lipsa de experiență sau de pregătire, ci și de hotărâririle greșite ale comandanților aliați. Divizia I din Burma și Divizia a 17-a de infanterie indiană trebuiau la început să fie controlate de cartierul general al Armatei din Burma, comandat de Hutton. Numai că Armata Burma a trecut în subordinea mai multor comandamente în primele luni ale războiului. Astfel, a fost în subordinea Cartierului General din India Britanică, a fost trasferată în subordinea Comandamentului unificat americano-britanico-olandezo-australian. Acest comandament reunit cu sediul în Java se afla sub comanda lui Wavell, care nu putea pur-și-simplu să păstreze contactul cu trupele din Burma, fără să-și neglijeze celelalte responsabilități. După dizolvarea comandamentului reunit, responsabilitatea conducerii acțiunilor din Burma a fost transferată din nou la comandamentul din India. Colaborarea cu chinezii s-a dovedit foarte greoaie. Chiang Kai-Shek, liderul naționaliștilor chinezi, era un strateg slab, iar armata de sub conducerea sa suferea din cauza problemelor grave de comandă. Astfel, trupele se supuneau cu greu chiar ordinelor care veneau direct de la Chiang. Capacitatea de conducere a numeroși comandanți chinezi era de asemenea foarte slabă. În plus, armatei chineze îi lipseau serviciile auxiliare, care ar fi permis funcționarea unei armate moderne în timp de război. 
Problemele legate de cooperarea cu chinezii nu au fost niciodată rezolvate în mod sadisfăcător. Până la urmă, după dizolvarea Comandamentului unificat americano-britanico-olandezo-australian, comandamentul din India a păstrat controlul asupra trupelor din Burma până la formarea la Comandamentului Asiei de sud-est la sfârșitul anului 1943. Problemele lipsei cartierelor generale de la nivelurile inferioare de comandă au fost de asemenea rezolvate. A fost formată o forță cunoscută ca „Burcorps” sub comanda generalului William Slim. 
Burcorps s-a retras aproape neîncetat și a suferit pierderi grele, dar a reușit să ajungă în India în mai 1942, chiar înainte de începerea sezonului musonic. Dacă ar fi rămas în Burma pe timpul sezonului musonic, militarii britanici nu ar fi avut toate legăturile tăiate și ar fi fost cel mai probabli distruși de japonezi. Diviziile care formau Burcorps au fost retrase din prima linie și au fost trimise la refacere pentru o lungă perioadă de timp. 

#### Armata uitată
Operațiile din restul anului 1942 și din 1943 au fost limitate ca amploare. Regatul Unit nu putea pur și simplu să poarte simultan lupte pe trei fronturi. Astfel, având de ales între frontul din Orientul Mijlociu și cel din Orientul Îndepărtat, dat fiind resursele limitate de care dispuneau, liderii britanici au ales să sprijine luptele din Orientul Mijlociu. 
În timpul sezonului uscat 1942-1943, au fost organizate două operațiuni militare. Una dintre ele a fost o ofensivă pe scară redusă în regiunea Arakan din Burma. Arakan este o fâșie litorală de-a lungul Golfului Bengal, traversată de numeroase râuri. Prima ofensivă din Arakan a fost un eșec, în principal datorită problemelor de logistică, comunicații și comandă. În ochii britanicilor, japonezii erau creditați încă ca de neînvins. Al doilea atac a fost mult mai controversat. Această operațiune a fost declanșată de Brigada a 77-a de infanterie indiană, formată din așa-numiții chindiți. 
Brigada indiană sub comanda generalului Orde Wingae a străpuns adânc liniile inamice ca să obțină informații, să distrugă liniilor nipone de comunicații și să producă panică în rândul inamicului. Inițial, această operațiune a fost concepută ca o parte a unei ofensive mai ample, care a fost însă abandonată datorită problemelor de aprovizionare. Practic, atacul chindiților nu își mai avea rostul, dar, cu toate aceste, ei au atacat oricum. 
Aproximativ 3.000 de oameni au intrat în Burma pe mai multe coloane. Ei au provocat distrugeri comunicațiilor japoneze și au adunat numeroase informații. În schimb, indienii au suferit pierderi foarte mari, de aproape o treime din efectivele inițiale. Cei care au reușit totuși să se reîntoarcă erau bolnavi și într-o condiție fizică foarte proastă. Cea mai importantă contribuție a chindiților la război a fost una neașteptată. Ei ar fi trebuit să fie aprovizionați pe calea aerului. La început s-a considerat că este imposibilă parașutarea proviziilor deasupra junglei. Situațiile de urgența apărute în timpul ofensivei au dovedit că aprovizionarea pe calea aerului a trupelor din junglă este posibilă. Unii istorici militari au ajuns la concluzia că japonezii din Burma au decis să treacă la operațiuni ofensive, în loc să se limiteze la apărare, ca urmare a atacului chindiților. Indiferent care a fost motivul pentru care japonezii au hotărât să treacă la ofensivă, aceasta s-a dovedit o decizie dezastruoasă pentru ei.

#### Kohima și Imphal
Odată cu începrea sezonului secetos 1943-1944, ambele tabere au început pregătirile pentru reluarea luptelor. Armata a 14-a britanică a pornit prima ofensiva, dar una de proporții reduse. 
În Arakan, Corpul al 15-a a început să înainteze. Japonezii au contraatacat și au oprit atacul, ba chiar au amenințat să distrugă forțele britanice. În partea centrală a frontului, Corpul al 6-lea a înaintat în Burma, dar s-a retras la la Kohima și Imphal, în fața preparativelor de atac făcute de japonezi. Elementele înaintate ale japonezilor au fost pe punctul de a tăia retragerea britanicilor, dar aceștia au reșit până în celde din urmă să ajungă în India. Apărarea celor două orașe avea însă fie punctul de cotitură a întregii campanii din Asia de est. În regiunea Kohima și Imphal s-au organizat două corpuri de armată pentru defensivă, pregătite pentru un asediu îndelungat, iar cartierul general al Corpului al 33-lea s-a deplast în zonă pentru a coordona luptele din zonă. 
Japonezii au atacat în mai multe rânduri apărarea britanică a celor două orașe fortificate – Imphal și Kohima – dar nu au reușit să le cucerească. În această vreme, problemele de aprovizionare ale britanicilor au fost grele, dar niciodată critice. Bătăliile de la Imphal și Kohima s-au transformat în lupte de uzură, pe care britanicii nu își permiteau să le susțină pentru o lungă perioadă de timp. Din fericire pentru britanici, japonezii au rămas fără provizii și au suferit pierderi mari. În cele din urmă, niponii au luat hotărârea să se retragă în Burma, fiind urmăriți de elementele Armatei a 14-a.

#### Recucerirea Burmei
Recucerirea Burmei sa petrecut la sfârșitul anului 1944 și la începutul anului 1945. Comandamentul britanic de pe front a fost reorganizat la sfârșitul noiembrie 1944. Grupul de armate al 11-lea a fost înlocuit cu „Forțele Aliate Terestre din Asia de Sud Est”, în subordinea acestei din urmă a fost trecut și  Corpul al 15-lea. 
Unele dintre primele operațiuni de recucerire a Burmei au avut loc în Arkan. Pentru a avea acces la baze aeriene necesare Armatei a 14-a pentru atacul spre interiorul țării, au fost cucerite două insule – Akyab și Ramree. Akyab a fost practic neapărată în momentul în care forțele britanice au debarcat aici și de aceea invazia s-a desfășurat fără incidente. În schimb, insula Ramree era apărată de mai multe mii de soldați japonezi. Cucerirea insulei a durat mai multe zile. După aceste acțiuni, Corpul al 15-lea a fost redus numeric pentreu a elibera cât mai multe avioane de transport necesare sprijinirii Armatei a 14-a. 
Armata a 14-a a fost cea care a susținut principalul atac împotriva forțelor japoneze din Burma. Planul britanic era ca un corp de armată să atace Mandalay ca diversiune, în vreme ce un alt corp de armată urma să declanșeze atacul principal pentru cucerirea Meiktila, prin aceasta urmând taie toate liniile de comunicație japoneze. Planul a fost dus la bun sfârșit mai ușor decât se așteptaseră britanicii. Trupele nipone din Burma superioară au fost pulverizate pur și simplu. Britanicii au înaintat în forță spre capitala Burmei. După cucerea orașului Rangoon în mai 1945, au mai rămăs unele forțe japoneze în diferite regiuni ale Burmei, dar niponii au fost alungați cu relativă ușurință din țară. Următoarea campanie planificată de amploare a fost eliberarea Malayei. A fost planificată un asalt amfibiu pe coasta vestică a Peninsulelei Malaezia – „Operațiunea Zipper”. Bombardamentele atomice de la Hiroshima și Nagasaki au făcut ca să nu mai fie nevoie de declanșarea debarcării din Malaezia.

### Okinawa și Japonia
În ultimele faze ale războiului, forțe navale britanice importante au participat la bătălia de la Okinawa (cunoscută și ca „Opearțiunea Iceberg’’) și la luptele navale finale împotriva Japoniei. Flota britanică a Pacificului a acționat ca o unitate separată de forța de atac americană în timpul operațiunilor din Okinawa. Britanicii au avut ca sarcini atacarea aeroporturilor de pe lanțul de insule dintre Formosa și Okinawa și interzicerea convoaielor de aprovizionare a garnizoanei din Okinawa. Forțele navale britanice au avut o contribuție importantă la succesul invaziei din Okinawa. 
În timpul ultimelor atacuri împotriva Japoniei, forțele britanice au acționat ca parte integrantă a forței de atac americane. 
Doar o mică forța navală britanică a fost prezentă la capitularea Japoniei. Cele mai multe vase militare britanice se retrăseseră la baze pentru a se pregăti pentru „Operațiunea Downfall”, prima parte a unei invazii de amploare a principalelor insule nipone.